# Pandemia de COVID-19 no Pará
Este artigo refere-se aos eventos ocorridos no estado do Pará durante a pandemia de COVID-19 no Brasil

## Cronologia

### 2020

#### Março
- Dia 16 - Apesar de ainda não haver casos confirmados, as instituições de ensino superior privadas como a Universidade da Amazônia (UNAMA), Faculdade Ideal (Faci Wyden), Centro Universitário do Pará (CESUPA), Faculdade Maurício de Nassau (UNINASSAU) e a Escola Superior da Amazônia (ESAMAZ) interromperam suas atividades presenciais, inicialmente no prazo de 10 a 15 dias. No caso da segunda e da última, a interrupção ocorreu por tempo indeterminado.[2]
- Dia 17 - Após as instituições de ensino superior, foi a vez das escolas do ensino público interromperem suas atividades, bem como a Universidade do Estado do Pará (UEPA).[3] As instituições privadas como o Colégio Marista, Ideal, Equipe, Catarina de Sena, Acrópole e Physics interromperam suas atividades, seguindo as orientações do Sindicato dos Estabelecimentos Particulares de Ensino do Estado do Pará (Sinepe).[4] Nas universidades federais como a Universidade Federal do Pará (UFPA), Universidade Federal Rural da Amazônia  (UFRA), Universidade Federal do Sul e Sudeste do Pará (UNIFESSPA) e o Instituto Federal do Pará (IFPA) as atividades presenciais foram paralisadas por pelo menos 30 dias.[5]
- Dia 18 - Pará registra o primeiro caso do novo coronavírus em Belém. Se trata de um homem de 37 anos que havia regressado recentemente de viagem ao Rio de Janeiro.[6]
- Dia 20 - O Governador Helder Barbalho anuncia um pacote de medidas, determinando o fechamento de bares, restaurantes, shopping centers e meios não essenciais por tempo indeterminado, a partir das 0h do dia 21. Bares e restaurantes podem funcionar como Delivery. Os cortes de água e energia elétrica estão suspensos por 30 dias e os serviços essenciais permanecem mantidos. As viagens também foram suspensas por 15 dias, mas a medida não valeria de imediato.[7]

#### Abril
- Dia 1 - O Estado registra a primeira morte em decorrência da doença. O paciente era uma mulher de 87 anos, que era moradora da Vila de Alter do Chão, em Santarém.[8]
- Dia 6 - Belém, a capital, registra a primeira morte em decorrência da COVID-19, a segunda no estado. O paciente era uma mulher de 50 anos, sem informações de comorbidades.[9]
- Dia 8 - Com a divulgação de um segundo pacote de medidas pelo Governador Helder Barbalho. os cortes de internet e de outros serviços de telecomunicações estão suspensos por 60 dias. Também foi determinado o fechamento de balneários durante os feriados da Semana Santa e de Tiradentes, restrição de eventos em até 10 pessoas e a suspensão de missas, cultos, reuniões e encontros presenciais por 15 dias.[10]
- Dia 10 - É entregue o primeiro Hospital de Campanha no Pará, através da capital Belém, usando o Hangar.[11]
- Dia 14 - É entregue o segundo Hospital de Campanha, na cidade de Marabá. O espaço utilizado é o Carajás Centro de Convenções.[12] Após uma reunião entre entre gestores da Secretaria de Estado de Planejamento e Administração (Seplad) e membros do Sindicato dos Trabalhadores em Educação Pública do Pará (Sintepp), foi decidida a antecipação das férias dos professores da rede estadual de ensino como medida complementar à suspensão das aulas devido à Pandemia de COVID-19 por 15 dias.[13]
- Dia 18 - O desembargador Roberto Gonçalves de Moura suspendeu a validade do artigo do decreto estadual que proibia a suspensão dos serviços de internet, mesmo de clientes residenciais inadimplentes, pelo prazo de 60 dias. Segundo a decisão da Justiça, o ato do Governo “padece de inconstitucionalidade por vício de competência”.[14]
- Dia 22 - É entregue o terceiro Hospital de Campanha. Agora em Santarém no espaço Pérola do Tapajós.[15]
- Dia 26 - O prefeito de Belém, Zenaldo Coutinho anunciou o fechamento do comércio não essencial após reunião com autoridades locais.[16]
- Dia 29 - O juízo da 5ª Vara da Fazenda Pública e Tutelas Coletivas de Belém indefere o pedido de lockdown imposto pelo MPF-PA e da DP-PA na região metropolitana de Belém em decisão no dia 18 de abril. A defensoria recorreu da decisão.[17]

#### Maio
- Dia 2 - É iniciado o período de férias das instituições de ensino privadas com término no dia 4 de junho. As escolas estão autorizadas a utilizar o mês de julho para a reposição de aulas, além de reservar uma semana de recesso no mês. A iniciativa partiu de um acordo coletivo entre o Sindicato dos Estabelecimentos Particulares de Ensino do Estado do Pará (Sinepe) e o Sindicato dos Professores da Rede Particular do Pará (Simpro/Pa). Já as instituições públicas porrogaram o período de férias até o dia 21/05, mesmo após as férias as atividades seguem suspensas até o início de junho.[18][19]
- Dia 3 - É anunciado a construção do segundo Hospital de Campanha em Belém. O local escolhido é a área do Centenário Centro de Convenções, pertencente a Assembleia de Deus. Com a inauguração deste, o Hangar passará a servir como UTI especializada.[20]
- Dia 5 - Após não atingir a meta de 60% no isolamento social, o governador do estado Helder Barbalho decretou Lockdown em dez cidades do estado, sendo elas: Belém, Ananindeua, Marituba, Benevides, Castanhal, Santa Bárbara do Pará, Santa Isabel do Pará, Breves, Vigia e Santo Antônio do Tauá. Apenas serviços essenciais, bancos e feiras poderão funcionar nesse período, com início a partir do dia 07, funcionando como caráter educativo até o dia 10.[21][22]
- Dia 8 - Primavera se torna a décima primeira cidade do estado a declarar o Lockdown mantendo itens essenciais em funcionamento até às 12 horas.[23] No mesmo dia, Cametá também decretou lockdown, agora subindo para treze municípios em isolamento geral.[24]
- Dia 11 - É inaugurado o quarto hospital de campanha na cidade de Breves no Ginásio Municipal.[25]
- Dia 12 - Bragança é a décima quarta cidade do estado a entrar em Lockdown, autorizando o toque de recolher por 24 horas. O prazo vai até o dia 31.[26]
- Dia 13 - Pará atinge a marca de mil mortos e 10 mil casos da COVID-19. As páginas oficiais do Governo do Estado passam a mudar as imagens com sinal de luto e também é decretado luto oficial por tempo indeterminado.[27]
- Dia 14 - As cidades da regiões do Baixo Baixo Xingu como: Porto de Moz, Senador José Porfírio e Vitória do Xingu também decretaram lockdown com término para o dia 24 de maio. Com isso, são 17 cidades em isolamento geral.[28]
- Dia 15 - O Lockdown nas dez cidades, incluindo Belém é estendido em mais uma semana com um novo prazo de término: 24 de maio.[29]
- Dia 16 - Após uma reunião do comitê da crise em Santarém, é anunciado a inclusão da cidade e nos municípios de Canaã dos Carajás, Parauapebas, Marabá, Abaetetuba e Capanema no lockdown, agora subindo para vinte e três municípios com o isolamento total no estado. O período inicial é de 19 a 24 de maio.[30][31]
- Dia 18 - Marabá é retirada da lista do lockdown após uma manifestação contrária da prefeitura e de uma parte da população do município. Com isso, 21 cidades do Pará seguem no isolamento obrigatório.[32]
- Dia 24 - É encerrado o período de Lockdown em 16 cidades, incluindo a capital Belém. A reabertura do comércio no entanto será gradual e as regras de distanciamento social continuam valendo. O fim do confinamento geral se deve com o período de queda no número de casos na capital e região metropolitana. A partir dessa data, os decretos de Lockdown passam a ser municipais e as aulas na rede estadual, municipal e particular permanecem suspensas.[33]
- Dia 29 - É anunciada em coletiva de imprensa pelo governador Helder Barbalho, a reabertura econômica de meios não essenciais em cinco etapas, começando com shoppings centers (exceto praças de alimentação e cinemas), salões de beleza, igrejas (com capacidade reduzida), comércios varejistas, concessionárias de veículos, escritórios, indústria e construção civil. mas com restrições. Também houve a divisão em cinco zonas de risco e apenas a Região Metropolitana de Belém, Marajó ocidental e a região do Araguaia se encontram no risco médio.[34]

#### Junho
- Dia 1 - É iniciado o período de reabertura gradual do comércio e de igrejas em Belém e região metropolitana após o achatamento da curva conforme dados estatísticos da Secretaria de Saúde do Estado do Pará (Sespa). No entanto, apesar de anunciado o retorno na última sexta feira (29), as lojas dos shoppings centers tiveram seu retorno adiado para o dia 4.[35]
- Dia 3 - A Secretaria de Saúde do Pará (Sespa) acusa a prefeitura de Belém de não enviar informações sobre disponibilidade de leitos para a COVID-19, rebatendo as acusações da prefeitura sobre dados suspeitos fornecidos pelo órgão estadual. No mesmo dia, o prefeito de Belém, Zenaldo Coutinho, através de uma live transmitida também na televisão, anunciou o cancelamento da reabertura de shoppings centers, previsto para a quinta feira (4).[36]
- Dia 4 - É iniciado no centro comercial e histórico de Belém, uma grande operação de fiscalização de lojas, além da aplicação de multas a estabelecimentos que descomprirem as medidas de higiene como uso de álcool em gel, máscaras, distanciamento de 1m e redução de lotação em 15%.[37]
- Dia 5 - Os Hospitais de Campanha do estado do Pará atingem a marca de mil recuperados da COVID-19.[38]
- Dia 6 - Após vários impasses, acontece a reabertura de Shoppings Centers em Belém e região metropolitana, mas obedecendo os decretos municipais e estaduais como distanciamento social, medição de temperatura, impedindo a entrada de quem apresentar febre, distribuição de álcool em gel 70%, redução em 15% nas lojas e de 50% nos estacionamentos e elevadores e uso obrigatório de máscara. Além disso, os shoppings irão operar em horário reduzido (12h às 20h) e as praças de alimentação, sorveterias, cafeterias, a área infantil e os cinemas continuam fechados.[39]
- Dia 10 - A Polícia Federal inicia a Operação Bellum para apurar as fraudes na compra de respiradores pulmonares. Entre os investigados está o governador Helder Barbalho, o empresário Alberto Beltrame e outras onze pessoas.[40]
- Dia 19 - É anunciada a liberação dos veículos que realizam as viagens interestaduais e intermunicipais no estado. Porém, as viagens para Belém seguem suspensas. Em Belém, mercados imobiliários e agências de turismo entram na lista dos trabalhos essenciais. Também é anunciada a liberação de atividades individuais ao ar livre.[41][42]

#### Julho
- Dia 1 - É iniciado o período de reabertura de restaurantes, lanchonetes e praça de alimentação de shoppings centers, mas respeitando a capacidade máxima de 40% de ocupação, além de distanciamento de 2m por mesas e cadeiras e ocupação de no máximo 4 pessoas por família. No momento, serviços como buffet permanecem suspensos, sendo oferecidos apenas delivery e prato feito. O horário de funcionamento será de 11h às 15h e 19h às 23h.[43] No mesmo dia, Alberto Beltrame deixa o cargo da Secretaria de Saúde, após investigações na Operação Bellum.[44]
- Dia 3 - A Justiça do Pará decide acatar um pedido do Ministério Público do Pará (MPPA) autorizando a reabertura de restaurantes e barracas no distrito de Mosqueiro. No entanto, os bares e as praias permanecem fechados.[45]
- Dia 4 - Aconteceu a testagem em massa entre os feirantes da Rua João Alfredo e do Mercado Ver-o-Peso, resultando em 40% de contaminação.[46]
- Dia 6 - É iniciado o período de reabertura de academias, mas funcionando com a capacidade reduzida de 50%, horário de 8h às 22h, além da higienização diários de equipamentos e distanciamento social. No mesmo dia, o comitê da crise de Santarém decidiu pelo cancelamento do tradicional Festival de Sairé e dos eventos do dia da Pátria.[47][48]
- Dia 8 - O Hospital Abelardo Santos, referência no tratamento contra a COVID-19 anuncia que deixará de atender os casos da doença após a queda no número de óbitos pela doença, além da baixa procura. Esse é o segundo hospital que deixa de atender os casos de COVID-19 após a queda nos casos, já que o primeiro a encerrar o atendimento foi a Policlínica Metropolitana.[49]
- Dia 10 - É iniciado o período de reabertura de barracas e restaurantes nas ilhas de Belém. No mesmo dia, é anunciado o aumento da frota dos ônibus com destino para Mosqueiro, Outeiro e na Ilha de Cotijuba. No entanto, o acesso às praias nas três regiões seguem proibidas.[50]
- Dia 18 - O Mangal das Garças é reaberto ao público, mas com o uso obrigatório de máscaras e distanciamento social.[51]
- Dia 23 - O Hospital de Campanha de Breves deixa de atender os novos casos de Coronavírus após a baixa ocupação dos leitos, sendo desativado no dia 31. Com isso, os casos da doença serão atendidos em hospitais locais do Marajó e os graves serão transferidos para o Hangar.[52]
- Dia 24 - Acontece a reabertura dos museus de Belém, mas adotando medidas de distanciamento social e o uso de máscaras.[53] No mesmo dia, a Diocese de Marabá decide pela não realização da procissão do Círio de Nazaré, optando pela realização de uma romaria virtual.[54]
- Dia 27 - A Prefeitura de Belém autoriza os shows ao vivo e apresentação de DJs em restaurantes, mas respeitando o distanciamento social e o nível de decibéis, não sendo permitido danças fora da mesa ou próximas do palco.[55]

#### Agosto
- Dia 1 - Acontece a volta do Parazão 2020 com diversas mudanças no formato, entre elas a realização de todas as partidas restantes em portões fechados.[56]
- Dia 3 - A Diocese de Vigia, junto com autoridades municipais e estaduais, decide pelo cancelamento do Círio de Nazaré em sua forma tradicional pela primeira vez em 323 anos. No lugar da grande procissão que seria no 2° domingo de setembro, será realizada uma maratona de seis missas com entrada controlada, além da previsão de realização de carreatas substituindo as procissões. O mesmo vale para a festividade de Nossa Senhora das Neves, que acontecerá em formato de maratonas de celebrações eucarísticas.[57]
- Dia 6 - A Arquidiocese de Belém do Pará, através de um pronunciamento oficial transmitido ao vivo pela TV Nazaré, Rádio Nazaré FM e o canal virtual TV Círio, decide pelo cancelamento do Círio de Nazaré pela segunda vez em 228 anos, sendo substituído por uma programação alternativa através de missas e pelo projeto do Círio Virtual. A imagem de Nossa Senhora de Nazaré não sairá as ruas, porém visitará hospitais. Outros eventos como a Missa do Mandato e os 15 dias da quadra nazarena que envolvem as visitações a imagem peregrina, permanecem mantidos, mas com limitações. As missas do segundo sábado e do segundo domingo de outubro serão de portas fechadas e alternadas com exibição especial de documentários e momentos emocionantes de edições anteriores do Círio.[58]
- Dia 10 - É autorizado o retorno das atividades presenciais para cursos técnicos, livres e pré-vestibular. Porém, instituições federais ainda não estão autorizadas para o retorno [59]
- Dia 17 - As linhas do BRT Belém voltam a operar após quatro meses de interrupção, mas de forma gradual, começando com as linhas com operação segregada pelas canaletas das avenidas Almirante Barroso e Augusto Montenegro, e utilização de terminais e estações para operação de embarque e desembarque de passageiros. Voltamam a circular também as linhas alimentadoras Paricás, Itaiteua e Fama/Maracacuera, assim como a linha Canarinho/Tapanã, que integra no Terminal Tapanã. Nesta primeira fase de retomada, essas linhas alimentadoras serão transformadas em linhas integradoras, porque farão as integrações ou no Maracacuera, ou no Tapanã, dependendo da linha e ao invés de logo retornarem aos bairros ainda seguirão até seu itinerário final, São Brás (nas linhas que integram no Maracacuera) ou Ver-o-Peso (na linha que integra no Tapanã Nesta primeira etapa da retomada, a operação dos veículos, que originalmente operam em linhas troncais, permanecerá pelas faixas de tráfego misto operando nas linhas do serviço convencional Tapanã/Ver-o-Peso,Icoaraci/ Presidente Vargas/ Paracuri I, Icoaraci/ Presidente Vargas/ Paracuri II e Outeiro/ Brasília/ São Brás).[60]
- Dia 19 - Acontece a reabertura do Parque do Utinga depois de cinco meses fechado, mas atendendo a medidas sanitárias como uso obrigatório de máscara, distribuição de álcool em gel e a capacidade máxima de 50%.[61]
- Dia 25 - O Bosque Rodrigues Alves reabre as portas, mas também atendendo a medidas sanitárias como a capacidade reduzida e o uso de máscaras. Porém, pontos como grutas, praça de alimentação e passeios de canoa seguem fechados.[62]
- Dia 27 - Em uma edição extra do Diário Oficial, o Governo do Estado autoriza o retorno das aulas para as instituições privadas de ensino infantil, fundamental, médio e superior apenas para os municípios classificados com a bandeira amarela, verde e azul, mas respeitando medidas protetivas contra a COVID-19 entre elas: uso obrigatório de máscaras, disponibilidade de totens de álcool em gel, distanciamento social entre as carteiras, a lacração de bebedouros a vapor e higienização diária do ambiente. No entanto, o calendário deve seguir etapas para o retorno de alunos, entre elas no dia 1.° de setembro com 25% da capacidade máxima, 8 de setembro com 50%, 15 de setembro com 75% e 29 de setembro com 100%.[63]

#### Setembro
- Dia 3 - A prefeitura de Belém autoriza a reabertura de cinemas em pelo menos três shoppings centers, mas com 50% da capacidade total. Além dos cinemas, passam a ser liberados com restrições, esportes coletivos, produção cinematográfica, museus, teatros e outros. O novo decreto também permite reuniões presenciais com até 20 pessoas.[64]
- Dia 4 - Em um decreto publicado no Diário Oficial, a prefeitura de Ananindeua autoriza a reabertura de bares, se tornando a primeira cidade paraense a aderir a medida, mas adotando medidas sanitárias como medição de temperatura, distanciamento entre mesas, álcool em gel para clientes, proibição de consumo no balcão, apresentação limitada a duas pessoas, não permitir circulação de clientes sem máscara a locais comuns, priorizar pagamento em cartão de crédito e não permitir aglomeração na parte externa. O horário de funcionamento deve ser das 20h às 0h de segunda a quinta e de sexta a domingo até véspera de feriado de 17h às 1h.[65]
- Dia 14 - Acontece o retorno das aulas presenciais na rede municipal de ensino em Belém com apenas 33% da capacidade total de alunos, iniciando com as turmas de 8° e 9° ano e a 4.ª totalidade da modalidade EJA. Os retornos ocorrerão gradativamente com os alunos de 4° e 5° ano, 1.ª e 2.ª totalidade do EJA no dia 1 de outubro, 6° e 7° ano e 3.ª totalidade do EJA no dia 19 de outubro, 1° ao 3° ano e pré-escola no dia 3 de novembro e turmas de berçário e maternal no dia 15 de janeiro de 2021. Todos respeitando a capacidade de 33%, além das medidas de segurança como distanciamento social e uso de máscara.[66]
- Dia 15 - A prefeitura de Belém autoriza a reabertura de bares no horário das 18h às 1h, mas adotando protocolos de segurança como distância mínima de dois metros e permitir somente quatro clientes por mesa, apresentação de djs, cantores e bandas, porém, poderão ficar somente até três músicos no palco e o apoiador técnico deve ficar a uma distância mínima de 2 metros dos artistas. O volume do som deve respeitar o limite de decibéis estabelecidos por lei. No mesmo dia, também é ampliado a capacidade de funcionamento de restaurantes e praças de alimentação para 70%. Casas de show e boates que promovam festas dançantes continuam proibidas de abrir.[67]
- Dia 29 - É deflagrada a Operação S.O.S, que visa o objetivo de investigar o desvio de dinheiro durante as ações de combate ao novo coronavírus, sendo investigados empresários, o operador financeiro do grupo, integrantes da cúpula do governo do Pará, além do governador Helder Barbalho. Foram cumpridos 12 mandados de prisão temporária, entre elas de secretários e ex-secretários do governo do Pará e 41 mandados de busca e apreensão expedidos pelo Superior Tribunal de Justiça (STJ). Além disso, há 64 mandados de prisão temporária e 237 mandados de busca e apreensão expedidos pelos Juízos das Varas de Birigui e Penápolis, no interior de São Paulo.[68]

#### Outubro
- Dia 9 - É deflagrada a Operação Quimera, que investiga fraudes na compra de respiradores pulmonares pela Prefeitura de Belém, através da SESMA. De acordo com a polícia cívil, a aquisição dos equipamentos usou recursos do Fundo Municipal de Saúde. A operação é realizada pela Diretoria Estadual de Combate a Corrupção (Decor) e apura crimes de fraude a licitação, falsificação de documento particular, peculato, dentre outros crimes.[69]
- Dia 13 - O Colégio Marista Nossa Senhora de Nazaré anunciou a suspensão das aulas presenciais no para as turmas de Jardim II do Ensino Infantil e 3.° ano do Ensino Fundamental após dois alunos testarem positivo para a COVID-19. Ambos são assintomáticos. A suspensão irá durar até o dia 19 para o Jardim e dia 22 para o terceiro ano.[70] No mesmo dia, Sérgio Amorim é exonerado do cargo da Secretaria Municipal de Saúde (SESMA) por decisão pessoal.[71]
- Dia 14 - A Prefeitura de Belém anuncia a reabertura em decreto publicado no dia anterior de Casa de Shows (com limite de 50% da capacidade ou de até 500 pessoas), tendo o mesmo horário de funcionamento e os protocolos dos bares, a liberação de parques de diversão, área de lazer dos shoppings, empréstimos de bicicletas, triciclos, quadriciclos, carrinhos elétricos, cama elástica e afins, desde que a capacidade de ocupação no equipamento seja para até 02 pessoas, seguindo todos os protocolos de higiene. O protocolo recomenda, também, fechar toda e qualquer atração que não propicie condições para manutenção da distância mínima segura entre visitantes. Após cada aluguel o equipamento deverá passar por rigorosa higienização com álcool a 70% ou outro produto desinfetante autorizado pela ANVISA. Shoppings, galerias, condomínios comerciais e residenciais estão autorizados a utilizarem as áreas de entretenimento e recreação, como brinquedoteca, jogos eletrônicos e playgrounds. Está permitido também uso de provadores dos estabelecimentos em geral, em até 70% da capacidade física do espaço, garantindo o controle no fluxo de pessoas e disponibilização de álcool em gel a 70% no acesso aos mesmos. As medidas passam a valer no dia 15.[72]
- Dia 16 - A Faculdade Estácio anunciou a suspensão temporária das aulas presenciais após um professor contrair a COVID-19.[73] No mesmo dia, a SESPA em coletiva de imprensa nega que haja uma segunda onda do novo coronavírus no Pará após notícias de superlotação em hospitais privados, além da suspensão das visitas por tempo indeterminado no Hospital Universitário João de Barros Barreto no dia anterior.[74][75]
- Dia 27 - A Prefeitura de Belém publica novo decreto, que reduz o funcionamento de restaurantes, bares e casas de shows para até às 0h, mantendo a capacidade de 50% da lotação, além de intensificar a fiscalização nesses locais, aplicando multas e até fechando o estabelecimento a quem descumprir as normas sanitárias. As escolas municipais permanecem abertas, mas as aulas na educação infantil seguem suspensas. O novo decreto foi publicado com o objetivo de evitar uma possível segunda onda da Covid-19.[76] Já o governo do estado, anunciou que as aulas presenciais na rede estadual foram transferidas para 2021 e o ano letivo seguirá online.[77]
- Dia 29 - O prefeito Zenaldo Coutinho, anunciou em live e coletiva de imprensa a suspensão das aulas presenciais nas escolas municipais e privadas até o dia 30 de novembro.[78]
- Dia 30 - Em decreto publicado pelo Diário Oficial, as aulas presenciais nas redes privadas e municipais seguem suspensas até 30 de novembro, com exceção dos alunos do 3.° ano do ensino médio e de cursinhos pré-vestibular, que seguem normalmente em razão do ENEM.[79] Além disso, as atividades que causam aglomerações em praias, balneários e igarapés seguem proibidos, assim como food trucks, armação de tendas, barracas e brinquedos infalíveis. No entanto, os locais seguem liberados para banho.[80] No mesmo dia, é publicado um decreto que proíbe a presença de pessoas fora de seus veículos durante as carreatas políticas, além do uso obrigatório de máscara, controle do acesso de pessoas aos comitês, limitar a capacidade em até 50% com limite de 200 pessoas em comícios e reuniões, realização de testes periódicos e evitar abraços, beijos e aperto de mão.[81]
- Dia 31 - O governo do estado anuncia a reabertura da Policlínica Intinerante, próximo ao hospital de campanha do Hangar, com o objetivo de atender a população com casos suspeitos da COVID-19, além da aproximação do inverno amazônico, onde é comum o surgimento de doenças respiratórias.[82]

#### Novembro
- Dia 5 - O Tribunal Regional Eleitoral do Pará, atendendo a um pedido do Ministério Público, aprova uma resolução proibindo a realização de carreatas, comícios e caminhadas durante as Eleições 2020, como forma de evitar as aglomerações e conter o avanço da COVID-19.[83]

#### Dezembro
- Dia 8 - A cidade de Marabá anuncia o cancelamento do show de fim de ano.[84]
- Dia 10 - A cidade de Canaã dos Carajás anuncia o cancelamento dos festejos de fim de ano.[85]
- Dia 14 - A prefeitura de Belém anuncia uma série de restrições para os festejos do Natal e Ano-novo como fechamento de bares e restaurantes nos dias 24 e 31, além de autorizar a realização da tradicional virada de Natal nos shoppings centers. Os tradicionais réveillon na Estação das Docas e no Portal da Amazônia foram cancelados.[86]
- Dia 15 - A Justiça proíbe a realização dos festejos de ano-novo em Salinópolis.[87]

### 2021

#### Janeiro
- Dia 7 - O governo do estado anuncia a formação dos esquemas de vacinação da população de acordo com o plano nacional, além de firmar parcerias com o Instituto Butantan e a Fundação Oswaldo Cruz.[88]
- Dia 13 - É publicado um decreto que determina o fechamento da divisa entre o estado do Amazonas nas vias terrestres e marítimas, com o objetivo de conter o avanço da COVID-19.[89]
- Dia 14 - O Governo do Pará anuncia a oferta de 30 leitos, sendo 20 clínicos e 10 de UTI no Hospital de Campanha do Hangar reservados ao tratamento da Covid-19 para pacientes do Amazonas.[90]
- Dia 15 - O Governo do Pará disponibiliza 10 leitos de UTI neonatal na Santa Casa de Misericórdia de Belém para os pacientes do Amazonas.[91]
- Dia 16 - A região do Baixo Tocantins, correspondente as regiões da cidade de Santarém, passaram a ir da bandeira laranja (risco médio de contágio) para a bandeira vermelha (risco alto de contágio) no sistema de bandeiramento por medidas de precaução devido a crise do sistema de saúde no Amazonas.[92] No mesmo dia, o Governo anuncia a abertura de 44 novos leitos de UTI nas regiões do Baixo Amazonas e Tocantins com o objetivo de atender a população que vive em fronteira com o Amazonas.[93]
- Dia 18 - O Pará recebe duas pacientes oriundas de Parintins para o tratamento da COVID-19 no Hospital de Campanha do Hangar.[94]
- Dia 19 - É iniciada a campanha de vacinação contra a COVID-19 nos 144 municípios do estado do Pará, iniciando com o primeiro grupo formado por profissionais de saúde, idosos acima de 60 anos que vivem em asilos e indígenas. Para a primeira etapa, o Pará recebeu 173.240 doses da vacina coronavac.[95] No mesmo dia, a cidade de Faro começa a sofrer com a falta do abastecimento de oxigênio, sendo o caso mais grave na comunidade Nova Maracanã com 34 internações, afetando também a cidade de Terra Santa e Nhamundá, sendo a última localizada no Amazonas. Seis pessoas morreram asfixiadas na cidade de Faro.[96] No mesmo dia, quatro pacientes do Amazonas chegam em Belém para o tratamento da COVID-19 no Hangar.[97]
- Dia 20 - A Região Metropolitana de Belém e as regiões do Marajó Oriental e Tocantins passam da bandeira verde (risco baixo) para a bandeira amarela (risco intermediário) no sistema de bandeiramento. Com isso, festas, shows e funcionamento de bares voltam a ser proibidos e os restaurantes terão o horário de funcionamento até a meia-noite, respeitando a capacidade máxima e o distanciamento social.[98]
- Dia 21 - Após visita nas cidades de Faro e Terra Santa, o governador Helder Barbalho anuncia que a segunda onda da pandemia chegou ao oeste do estado.[99]
- Dia 22 - O MPF e o MPPA recomendaram ações de urgência para tomada de previdência na cidade de Monte Alegre após verificarem o baixo estoque de oxigênio disponíveis.[100]
- Dia 27 - É anunciado um novo decreto com novas medidas de restrição sendo elas: reunião públicas com presença máxima de dez pessoas, reuniões privadas com a presença máxima de cinquenta pessoas, vendas de bebidas alcoólicas até 22 horas, fechamento de praias e igarapés aos finais de semana e feriados e a exclusão do ponto facultativo durante o carnaval na segunda e quarta. O estado passa a ir da bandeira amarela (risco intermediário) para a bandeira laranja (risco médio), com exceção da calha norte, que continua na bandeira vermelha (risco alto). As aulas presenciais nas escolas públicas seguem suspensas e nas escolas privadas seguem mantidas, desde que seja dado a prioridade ao ensino remoto, além do respeito as medidas de prevenção.[101]
- Dia 29 - O Instituto Evandro Chagas confirmou os dois primeiros casos da nova cepa do novo coronavírus sendo eles em um homem de 56 anos e uma mulher de 28 anos na cidade de Santarém. A variante foi identificada no Amazonas.[102]
- Dia 30 - Após a confirmação da nova cepa em Santarém, os municípios do Baixo Amazonas passam para a bandeira preta, que é equivalente ao Lockdown, com duração de 15 dias, iniciando no dia 1.° de fevereiro.[103]

#### Fevereiro
- Dia 1 - O Governo do Estado anuncia que irá vacinar idosos acima de 80 anos na região da Calha Norte e do Baixo Amazonas.[104]
- Dia 2 - A cidade de Porto de Moz anunciou a restrição do transporte fluvial como medida de prevenção ao coronavírus, permitindo apenas as embarcações de Senador José Porfírio e Vitória do Xingu.[105]
- Dia 3 - É iniciada a da segunda etapa de vacinação em Belém com idosos acima de 85 anos.[106]
- Dia 5 - A prefeitura de Belém confirma os oito primeiros casos da variante P.1 do novo coronavírus, sendo cinco vindos de Manaus e três de Belém.[107]
- Dia 9 - O Governo do Estado publicou um decreto que proíbe a suspensão dos serviços essenciais enquanto estiver vigorando o regime de Lockdown na região do Baixo Amazonas e da Calha Norte.[108] No mesmo dia, o Governo do Estado publica um decreto proibindo as viagens de Belém para o Marajó a partir das 0h do dia 12 até às 23h59 do dia 17, permitindo apenas a embarcação de cargas.[109] O governador Helder Barbalho, em coletiva de imprensa questionou a quantidade mínima de vacinas para o estado de acordo com a distribuição do Ministério da Saúde, chegando inclusive a ficar em último lugar no ranking nacional da vacinação.[110]
- Dia 10 - É iniciada a vacinação da segunda dose da vacina Coronavac em profissionais de saúde em Belém.[111] No mesmo dia, são confirmados 9 novos casos da variante P.1, sendo eles nas cidades de Santarém, Óbidos e Monte Alegre. Os três municípios seguem em Lockdown.[112]
- Dia 12 - O governo do estado decide manter por tempo indeterminado o decreto que proíbe o funcionamento de bares e casa de shows em todo o estado para conter o avanço da COVID-19. As aulas presenciais na rede particular seguem mantidas, assim como as reuniões presenciais respeitando o limite máximo de 50% da capacidade e o fechamento de igarapés, praias e balneários de sexta a segunda e feriados.[113] No mesmo dia, a Fiocruz detecta a existência da variante P.1 no estado do Pará.[114] A prefeitura de Ananindeua divulga um calendário de vacinação com idosos acima de 84 anos, iniciando na sexta feira (12) e terminando no dia 28 com idosos acima de 68 anos, sendo o primeiro município paraense a iniciar a vacinação com idosos abaixo de 85 anos.[115] O Ministério da Saúde anunciou o envio de doses extras para o estado após ser constatado o erro na distribuição de vacinas no Pará.[116][117]
- Dia 14 - A campanha de vacinação contra a COVID-19 é interrompida em Ananindeua após o esgotamento de doses da vacina. O cronograma foi retomado após a chegada de novas doses com idosos acima de 82 anos.[118]
- Dia 17 - É iniciada a vacinação para idosos acima de 84 anos em Belém.[119]
- Dia 18 - É publicado um novo decreto na Região Metropolitana de Belém que autoriza a reabertura de bares, mas com funcionamento até a meia noite e com a capacidade máxima de 50% com pessoas sentadas, ficando proibido o número de espectadores em pé. Os eventos privados deverão ter o número máximo de 50 pessoas e está permitido a apresentação de músicos com número máximo de seis integrantes. Os clubes recreativos também estão autorizados a funcionar, respeitando as regras de higienização e as instituições de ensino continuam autorizadas a manter o ensino presencial, mas sendo recomendado que o ensino remoto seja priorizado. O bandeiramento na região continua na cor laranja (risco médio).[120]No mesmo dia é inaugurado o novo hospital de campanha em Santarém.[121]Em Belém é encerrada a campanha de vacinação com idosos acima de 84 anos.[122]
- Dia 19 - Chega ao fim o período de lockdown na região do Baixo Amazonas e Calha Norte após a estabilização dos casos e a abertura do Hospital de Campanha de Santarém. As atividades não essenciais estão autorizadas a retomar o funcionamento, desde que sigam as regras sanitárias, como o caso dos shoppings que estão autorizados a reabrir. Os cultos religiosos só devem receber apenas 40% dos fiéis e no máximo 200 pessoas. As aulas presenciais na região continuam suspensas, sendo adotado o ensino remoto e a realização de eventos presenciais seguem proibidos. As lanchonetes, os restaurantes e os food trucks podem funcionar presencialmente até às 22h, desde que tenham a lotação máxima de 50% dos clientes sentados. Os bares seguem fechados. O toque de recolher passa a valer das 23h ás 5h. A região passa da bandeira preta (lockdown) para a vermelha (risco alto) no sistema de bandeiramento.[123]
- Dia 23 - É iniciada a vacinação para idosos a partir de 83 anos em Belém, se encerrando no mesmo dia.[124] No mesmo dia, o governador Helder Barbalho anuncia a compra de 3 milhões de doses de vacinas de laboratórios regularizados. A decisão foi anunciada após a decisão do STF em autorizar estados e municípios a comprar e distribuir vacinas contra a COVID-19, caso o plano nacional de vacinação não seja cumprido pelo governo federal.[125]
- Dia 24 - É iniciada a aplicação da segunda dose da vacina em idosos acima de 85 anos em Belém.[126]
- Dia 26 - É encerrada a campanha de vacinação da segunda dose para idosos acima de 85 anos em Belém.[126]
- Dia 27 - É retomada a campanha de vacinação para idosos acima de 82 anos em Ananindeua, bem como a formação de um novo calendário abrangendo mais idosos entre 81 e 80 anos.[127]

#### Março
- Dia 1 - Com a piora dos casos de COVID-19 no estado, o governador Helder Barbalho anuncia uma reunião emergencial com os prefeitos dos 144 municípios, trazendo como pauta a adoção do toque de recolher das 23h ás 5h, além da mudança de bandeira, que passa do laranja (risco médio) para o vermelho (risco alto), além da volta dos programas Fundo Esperança e Renda Pará.[128]
- Dia 2 - É iniciada a campanha de vacinação para idosos entre 80 e 82 em Belém.[129] Através de um pronunciamento oficial é anunciado a publicação de um novo decreto que determina o toque de recolher das 22h ás 5h, o funcionamento de bares, restaurantes, lanchonetes e afins até ás 18h em capacidade de 50% de pessoas sentadas, apresentação de até dois músicos, fechamento de praias e igarapés, volta da restrição de aglomerações em locais públicos para até 10 pessoas, a prática esportiva de até quatro pessoas (não afetando o andamento do Campeonato Paraense de Futebol de 2021) e a venda de bebidas alcoólicas em casas de conveniência e supermercados até às 18h. As aulas presenciais na rede estadual seguem suspensas, na rede municipal a recomendação é a suspensão das atividades presenciais e nas instituições privadas é mantido o calendário híbrido. O bandeiramento em todo o estado passa para a cor vermelha (risco alto). O decreto terá validade inicial de 7 dias.[130]
- Dia 3 - Por conta do decreto estadual que institui o toque de recolher das 22h ás 5h, os shoppings centers alteram seu horário de funcionamento, passando a funcionar das 10h ás 21h.[131]
- Dia 4 - Termina a campanha de vacinação com idosos entre 80 e 82 anos em Belém e também é divulgado um novo calendário de vacinação, abrangendo a faixa dos 70 anos, começando no dia 5 com idosos entre 79 e 77 anos e se encerrando no dia 8 nas faixas de 71 e 70.[132] No mesmo dia, é iniciada a vacinação de idosos entre 76 e 78 anos em Ananindeua.[133] Em Marituba, é iniciada a vacinação de idosos entre 70 e 89 anos.[134] O Ministério Público também expediu uma recomendação para o Governo do Estado e Prefeitura de Belém para que seja decretado um novo lockdown na região metropolitana, além da ampliação de leitos. A recomendação foi publicada em caráter não obrigatório, podendo ser adotada parcialmente ou totalmente.[135] Também chegou a ser discutido uma possível suspensão do Campeonato Paraense de Futebol de 2021, o que acabou não acontecendo.[136] As unidades judiciais como o TJE, MPPA, TGM, PGM, PGE, TCE, Tribunal de Justiça do Pará e Amapá e DCE também anunciaram a interrupção dos trabalhos presenciais entre 1 e 3 semanas.[137]
- Dia 5 - O Bosque Rodrigues Alves anunciou a suspensão das visitações até o fim do mês.[138] Já a Universidade do Estado do Pará (UEPA) também anunciou a suspensão das atividades presenciais por sete dias, com exceção da área da saúde, assim como o DETRAN-PA durante 5 dias.[137][139]
- Dia 6 - Acontece a reabertura da Policlínica Metropolitana para tratamento dos casos leves e moderados da COVID-19.[140]
- Dia 7 - A Prefeitura de Belém decreta situação de calamidade pública por 180 dias, devido a alta de casos da COVID-19 em um decreto publicado no dia 5. Com essa medida, ficam intensificados as ações de prevenção e fiscalização, além da suspensão de processos administrativos em curso e cada órgão será responsável pelas providências necessárias para diminuir o impacto na economia.[141] Em Ananindeua, a campanha de vacinação é pausada após 11 mil pessoas terem sido vacinadas em 72 horas, dando um dia de descanso para os funcionários, reiniciando o expediente no dia 8 para idosos na faixa dos 70 anos.[142]
- Dia 9 - São anunciadas novas medidas de restrição, sendo elas: a aplicação do toque de recolher passando a ser de 21h ás 5h, funcionamento de shoppings das 10h ás 19h, fechamento de academias e cinemas, o funcionamento do comércio de rua das 10h ás 17h, a reabertura do Hospital Abelardo Santos para atendimento dos casos de COVID e o aumento de leitos de UTI na Santa Casa. As aulas presenciais na rede pública seguem suspensas e na rede privada continuam normalmente. As medidas valem por mais sete dias.[143]
- Dia 10 - É iniciada a aplicação da segunda dose da vacina para idosos na faixa dos 84 anos, se encerrando no dia seguinte em Belém.[144]
- Dia 11 - Em decreto, a prefeitura de Salinópolis autoriza a reabertura de praias e balneários com distanciamento de 1,5 entre as mesas, funcionamento de barracas até meia noite, ficando proibida a apresentação de músicos que ultrapassem o total de 5 integrantes. As reuniões privadas não podem ultrapassar o total de 50 pessoas. Academias de ginástica e afins ficam autorizados a funcionar e o consumo de bebida alcoólica fica proibido de meia noite ás 6h. A medida vai contra o decreto estadual que determina o toque de recolher das 21h ás 5h, fora fechamento de praias.[145]
- Dia 12 - É anunciada a suspensão das provas do concurso público da Polícia Militar, Federal e Civil e de Processos Seletivos Simplificados (PSS) devido ao agravamento da pandemia no estado do Pará.[146] Porém, o TJ-PA, atendendo a um pedido da Procuradoria Geral do Estado (PGE), autorizou a realização da prova do concurso da Polícia Militar, marcada para o dia 14 de março, enquanto que a prova da Polícia Civil permanece suspensa.[147]
- Dia 13 - O STF anuncia a suspensão da prova do concurso público da Polícia Militar após a mesma ter sido liberada no dia 12 pelo TJ-PA.[148] No mesmo dia, a Prefeitura de Belém anuncia o fechamento do PSM do Guamá, visando atender apenas casos de COVID-19, após a saúde pública de Belém entrar em colapso.[149] Também é aberto uma anexa no Hospital Geral de Mosqueiro para atendimento de casos suspeitos da COVID-19.[150] No mesmo dia, em pronunciamento emergencial, o governador Helder Barbalho anuncia um segundo lockdown em apenas cinco cidades da Região Metropolitana de Belém, sendo a própria capital e os municípios de Ananindeua, Benevides, Marituba e Santa Bárbara, elevando a RMB I para o bandeiramento preto, permitindo apenas o funcionamento de estabelecimentos com meios essenciais, além de serviços de saúde, coleta de lixo, segurança pública e imprensa. A medida vale por 7 dias e se inicia a partir das 21h do dia 15.[151] Devido ao lockdown, as partidas da quarta rodada do Campeonato Paraense de Futebol foram suspensas temporariamente.[152]
- Dia 15 - O Governo do Pará anuncia o lançamento de um novo pacote econômico, visando minimizar os impactos econômicos durante o lockdown no valor de R$500 milhões.[153] É iniciado o lockdown em Ananindeua, Belém, Benevides, Marituba e Santa Bárbara do Pará ás 21 horas. Apenas 66 serviços estarão abertos. O toque de recolher continua das 21h ás 5h, o consumo e venda de bebida alcoólica proibido das 18h ás 6h e está proibido a interrupção de serviços de água, energia elétrica e telefonia por dois meses. A previsão é de sete dias.[154] A cidade de Cametá também decretou lockdown após decisão da própria prefeitura devido a alta de casos por lá. O início será no dia 17 e com duração de 7 dias.[155] Assim como Cametá, as cidades de Muaná e São Sebastião da Boa Vista também decretaram lockdown seguindo os mesmos períodos da RMB I.[156]
- Dia 16 - É iniciada a aplicação da segunda dose da vacina em idosos acima de 83 anos em Belém, se encerrando no dia 17.[157] No mesmo dia, a Câmara Municipal de Belém aprova por unanimidade a entrada da capital paraense no Consórcio Nacional de Vacinas para a aquisição de doses.[158] O prefeito Edmilson Rodrigues (PSOL), anunciou a porrogação por 30 dias do pagamento de impostos tributários em Belém por conta dos impactos financeiros causados pelo lockdown.[159] A cidade de São Caetano de Odivelas também adere ao lockdown pelo mesmo prazo da RMB I, assim como Moju.[160]
- Dia 17 - A cidade de Abaetetuba também entra em lockdown por sete dias, visando evitar o colapso na saúde pública da cidade. Apenas meios essenciais podem funcionar. Em Barcarena, foram instaladas barreiras sanitárias para fiscalização no mesmo dia.[161] A cidade de Salvaterra também adere ao lockdown de sete dias, com o funcionamento apenas de meios essenciais.[162]
- Dia 18 - O governo do estado porroga por mais sete dias o toque de recolher das 21h ás 5h e o fechamento de cinemas, casas de shows, bares, academias e teatros para as cidades que permanecem na bandeira vermelha (risco alto).[163] A cidade de Igarapé-Miri também adere ao lockdown por seis dias, assim como Ponta de Pedras.[164][165]
- Dia 19 - É iniciada a campanha de vacinação para idosos entre 66 e 69 anos, começando com a faixa de 69 e 68 anos e encerrando com 67 e 66 anos no dia 20 em Ananindeua.[166] No mesmo dia, é iniciada a aplicação da segunda dose da coronavac em Belém para os profissionais de saúde.[167] O governador Helder Barbalho anuncia a assinatura de um contrato para a aquisição de 3 milhões de doses da vacina Sputinik V para o estado.[168] No mesmo dia, é decidido que o Lockdown na RMB I e em quatro cidades do estado será estendido por mais sete dias, agora se encerrando no dia 29 de março (RMB I e São Caetano de Odivelas), 30 de março (Moju) e 31 de março (Abaetetuba, Cametá e Salvaterra), assim como a antecipação de 60 mil doses de vacinas visando atender a faixa a partir de 63 anos. O toque de recolher segue mantido para as demais cidades.[169] É decretado lockdown na cidade de Santo Antônio do Tauá, se iniciando a partir das 0h do dia 20 com um prazo de sete dias.[170] A cidade de Afuá restringe a circulação de pessoas entre 18h e 6h, através de um lockdown parcial.[171]
- Dia 20 - É iniciada a vacinação para idosos na faixa de 69 anos em Belém, seguindo com os de 68 no dia 21, além dos profissionais de segurança pública.[172][173] Em Marituba, acontece a vacinação de idosos da faixa de 65 a 69 anos.[174]
- Dia 21 - É decretado lockdown de sete dias na cidade de Parauapebas, após a ocupação de 100% no número de leitos disponíveis na cidade.[175]
- Dia 22 - A cidade de Ananindeua dá continuidade no cronograma de vacinação com idosos acima de 65 anos e profissionais de segurança pública, além da divulgação do calendário atendendo a faixa até 60 anos, se tornando o primeiro município paraense a chegar na faixa.[176]
- Dia 23 - É iniciada a aplicação da segunda dose da vacina para idosos entre 82 e 80 anos em Belém. Também foram vacinados no mesmo dia, os trabalhadores de cemitérios na capital paraense.[177][178]
- Dia 24 - É iniciada a vacinação de idosos na faixa de 67 e 66 anos em Belém, se encerrando com a faixa dos 60 anos no dia 28.[179] A cidade de Canaã dos Carajás anuncia um lockdown de 12 dias após o crescimento no número de casos da COVID-19.[180]
- Dia 25 - É iniciada a vacinação de idosos na faixa dos 60 a 64 anos em Marituba, terminando no dia 27.[181]A cidade de Altamira decreta lockdown após a ocupação em 100% dos leitos de UTI, se iniciando no dia 27 e indo até 4 de abril.[182]
- Dia 26 - A cidade de Ananindeua passa a vacinar pessoas com idade acima de 59 anos.[183] É estendido o decreto que mantém o fechamento de academias, teatros e cinemas, além do toque de recolher das 21h ás 5h para as cidades que tiverem com o bandeiramento vermelho.[184] Em Itaituba é decretado lockdown das 21h até ás 6h do dia 29.[185]
- Dia 27 - A cidade de Benevides inicia a vacinação de idosos acima de 60 anos.[186] No mesmo dia, é anunciado o fim do lockdown em Belém, Ananindeua, Benevides, Muaná, Marituba, São Sebastião da Boa Vista e Santa Bárbara do Pará a partir das 21h do dia 29, com as cinco cidades voltando para a bandeira vermelha (risco alto) e a volta do funcionamento do comércio não essencial a partir das 5h do dia 30. Porém, medidas restritivas como o toque de recolher das 21h ás 5h, o fechamento de teatros, cinemas, bares, praias e igarapés permanecem mantidos. As escolas privadas ainda continuam com as atividades presenciais suspensas até o dia 2 de abril.[187] As cidades de Breves, Portel, Curralinho, Melgaço e Bagre entram em lockdown por dez dias, atendendo a um pedido do Ministério Público pela falta de estrutura e um grande crescimento no número de casos confirmados.[188]
- Dia 29 - É iniciada a aplicação da segunda dose da vacina em Ananindeua.[189] Em Belém, é iniciada a aplicação da segunda dose da vacina começando com os idosos na faixa dos 79 e 77 anos e encerrando no dia 1° de abril com os idosos entre 71 e 70 anos.[190] A Justiça Federal nega os pedidos do Ministério Público Federal (MPF) e da Defensoria Geral da União (DGU) para a extensão do lockdown nas cinco cidades da Região Metropolitana de Belém I.[191]
- Dia 30 - É iniciada a vacinação de pessoas acima de 58 anos que apresentam alguma comorbidade em Ananindeua.[192]
- Dia 31 - O Ministério Público do Pará (MPPA) anuncia o pedido de afastamento do governador Helder Barbalho, sob denuncias de irregularidades durante a pandemia.[193]

#### Abril
- Dia 1 - É iniciada a vacinação de pessoas com 56 anos que apresentam algum tipo de comorbidade em Ananindeua.[194] Em Belém, acontece a aplicação da segunda dose para idosos com 70 e 71 anos e a vacinação nas ilhas, começando com Cotijuba.[195]
- Dia 5 - É iniciada a vacinação para a segunda frente de profissionais de saúde, compostos por pessoas que trabalham em hospitais, clínicas e laboratórios públicos e privados em Belém.[196] No mesmo dia, Bragança anuncia seu lockdown de sete dias, iniciando ás 21h do dia 6. Apenas serviços essenciais podem funcionar nesse período.[197] Após o retorno das atividades presenciais na rede de ensino privada, as aulas são novamente suspensas, atendendo uma determinação da Justiça do Trabalho por 30 dias. A ação atende a todo o estado do Pará.[198]
- Dia 6 - A cidade de Marabá anuncia a reabertura do comércio na faixa de 8h ás 18h, além de academias de ginástica, escolinhas de futebol e igrejas desde que tenham 30% da capacidade.[199]
- Dia 7 - A cidade de Paragominas anuncia lockdown durante os finais de semana.[200]
- Dia 8 - É iniciada a aplicação da segunda dose das vacinas em idosos entre 63 e 69 anos em Ananindeua.[201] A cidade de Santa Bárbara entra novamente em lockdown por sete dias após determinação do Ministério Público.[202] Apesar da redução no número de infectados e pela menor pressão nos leitos de hospitais na Região Metropolitana de Belém, Oeste do Pará e no Marajó, o Governo do Estado anuncia que segue mantido o bandeiramento vermelho (risco alto) por mais sete dias (exceto em Bragança, Santa Bárbara e Paragominas, a última nos fins de semana, que estão no bandeiramento preto - lockdown), devido ao estado de atenção da região nordeste, sul e sudeste do Pará.[203]
- Dia 9 - É encerrada a campanha de vacinação de profissionais da área da saúde em Belém, com a imunização de farmacêuticos.[204]
- Dia 12 - É reiniciada a campanha de vacinação para idosos acima de 60 anos, tendo como público alvo as pessoas na faixa que ainda não se vacinaram em Belém. Também é reaberta a campanha de segunda dose para idosos acima de 70 anos.[205] É iniciada a aplicação da segunda dose de vacinas em Ananindeua para idosos com 67 e 66 anos, encerrando no dia 16 com 63 anos.[206] É iniciado o ano letivo de 2021 na rede municipal de Belém, mas de maneira remota.[207]
- Dia 13 - É publicado um decreto que proíbe o corte no serviço de energia elétrica, água e internet para os municípios que estiverem no bandeiramento vermelho (risco alto) e preto (lockdown).[208]
- Dia 15 - É iniciada a aplicação da segunda dose da vacina para idosos com 69, terminando no dia 22 com a faixa de 60 anos em Belém.[209] É anunciada uma flexibilização de medidas, sendo elas a diminuição do toque de recolher, passando para o periodo de 22h até 5h, o funcionamento de shoppings até 21h e do comércio até ás 18h. Também voltam a ser permitidos as viagens para as regiões do Marajó. Seis regiões do estado, incluindo a metropolitana de Belém seguem no bandeiramento vermelho (risco alto), enquanto que a região do Tapajós, Baixo Amazonas e Calha Norte passam para o laranja (risco médio).[210]
- Dia 16 - É iniciada a aplicação da segunda dose da vacina em profissionais da segurança pública em Belém, Ananindeua e Marituba.[211]
- Dia 17 - Foi descoberto que haviam 19 respiradores pulmonares novos em desuso no Hospital Abelardo Santos, em Belém, havendo suspeita de desvio de dinheiro público, após denúncia ao Ministério Público — incluindo o bloqueio de bens do governador Helder Barbalho.[212][213]
- Dia 22 - A Região Metropolitana de Belém, o nordeste paraense e o Marajó passam do bandeiramento vermelho (risco alto) para o bandeiramento laranja (risco médio) após a estabilização dos casos e o avanço da vacinação. Com a mudança, ficam suspensas as medidas mais rígidas como o toque de recolher, além da reabertura de bares, balnearios e clubes e o funcionamento de restaurantes e lanchonetes é ampliado para até meia noite, com restrição de 50% do público sentado. Também volta a ser autorizada as práticas de esportes coletivos. As regiões do Xingú, Carajás, Araguaia e Marajó Ocidental seguem no bandeiramento vermelho.[214]
- Dia 23 - O Sindicato dos Estabelecimentos Particulares de Ensino do Estado do Pará (SINEPE) autoriza a rede privada a retornar com as atividades presenciais a partir do dia 26 para os municípios que estiverem no bandeiramento laranja, já que a liminar do Tribunal de Justiça do Trabalho que suspende as atividades presenciais até 5 de maio é válida apenas para as cidades com o bandeiramento vermelho e preto.[215]
- Dia 28 - É iniciada a aplicação da segunda dose da vacina em idosos na Ilha de Cotijuba.[216]
- Dia 29 - É iniciada a vacinação de pessoas com problemas renais crônicos e portadoras da Síndrome de Down entre 18 e 59 anos em Belém, se encerrando no dia 1° de maio.[217]
- Dia 30 - É iniciada a vacinação de moradores em situação de rua em Belém, se encerrando no mesmo dia.[218]

#### Maio
- Dia 1 - Chegam mais 9.400 doses da vacina Coronavac ao estado.
- Dia 3 - Chegam ao estado as primeiras 14.040 doses da vacina Tozinameran que será destinada exclusivamente a Belém e 206.750 doses da Covishield.
- Dia 5 - É iniciada a vacinação de pessoas com comorbidades em Belém, começando com a faixa de 59 anos e encerrando no dia 6 com a faixa de 58 a 56 anos.[219][220] Em Ananindeua, é iniciada a vacinação de pessoas portadoras de Síndrome de Down acima de 18 anos e na faixa de 55 anos com comorbidades, seguindo até o dia 6 com a faixa dos 54 anos com comorbidades e mulheres grávidas e puérperas após 45 dias.[221]
- Dia 6 - É anunciado que as regiões do Xingu, Marajó Ocidental, Carajás e Araguaia passam para o bandeiramento laranja (risco intermediário), deixando assim todo o estado na mesma bandeira.[222]
- Dia 7 - É iniciada a vacinação de pessoas entre 53 e 55 anos com comorbidades em Belém.[223] Em Ananindeua, é iniciada a vacinação na faixa de 50 a 53 anos com comorbidades.[224] Em Marituba, é iniciada vacinação de pessoas com Doença Renal Crônica, Obesidade Mórbida, Síndrome de Down, Imunodeprimidos, Diabetes e Hipertensão entre 18 e 59 anos, indo até o dia 10.[225]
- Dia 8 - É iniciada a vacinação de pessoas na faixa de 52 anos com comorbidades em Belém.[226] Em Ananindeua, a vacinação segue com a faixa de 50 e 51 anos.[227]
- Dia 10 - É reiniciada a vacinação de pessoas com 60 anos em Belém, mas atendendo a um grupo menor de pessoas que faltaram o período da imunização.[228] Em Ananindeua, é iniciada a vacinação de pessoas na faixa dos 49 anos com comorbidades.[229]
- Dia 11 - É iniciada a aplicação da segunda dose da vacina em profissionais da saúde em Belém. Em Ananindeua, a campanha segue com a faixa de 48 anos com comorbidades. Em Marituba, é reiniciada a aplicação com idosos entre 60 e 64 anos e segue com o grupo das comorbidades entre 18 e 59 anos.[230] No mesmo dia, as duas cidades suspendem a aplicação das doses da vacina covishield em grávidas por recomendação da ANVISA.[231][232]
- Dia 12 - É iniciada a vacinação de grávidas e puérperas em Belém, mas usando a vacina Tozinameran.[233] Em calendário divulgado, a etapa segue até o dia 15 com a vacinação de pessoas com comorbidades na faixa dos 42 anos e a segunda chamada da faixa de 58 a 51 anos. Em Ananindeua, a vacinação segue com a faixa de 47 anos com comorbidades.[234]
- Dia 13 - A Região Metropolitana de Belém (I e II), Marajó Oriental, Nordeste, Tapajós, Baixo Amazonas e Baixo Tocantins sobem do bandeiramento laranja (risco médio) para o bandeiramento amarelo (risco intermediário) após queda nas internações por clínico e UTI e com o avanço da vacinação, permitindo o funcionamento de bares e restaurantes para até 1h, sem limitações para consumo de bebida alcoólica e presença de músicos e mantendo a lotação de 50%. Os eventos privados passam a ser realizados para até 200 pessoas. Casas de shows, festas abertas e boates seguem proibidas. As demais regiões como Xingu, Carajás, Marajó Ocidental e Araguaia seguem no bandeiramento laranja por precaução.[235]
- Dia 15 - Segue a vacinação em Belém, agora além da faixa dos 42 anos, também são incluídas pessoas com deficiência entre 55 e 59 anos.[236]
- Dia 16 - Em Belém, a campanha de vacinação segue com a terceira categoria dos profissionais de saúde acima de 18 anos, independente da comorbidade.[237] De última hora, também foram vacinados os profissionais da educação física e biólogos.[238]
- Dia 18 - É iniciada a aplicação da 2ª dose em profissionais da saúde e profissionais da segurança pública em Belém. Em Combu, serão vacinados as pessoas de 43 a 59 anos com comorbidades.[239] Em Ananindeua, a vacinação segue na faixa dos 46 anos com comorbidades.[240]
- Dia 19 - É iniciada a vacinação de profissionais da área da enfermagem em Belém.[241] Em Ananindeua, são vacinadas as pessoas na faixa de 45 anos com comorbidades.[242] Também é anunciada a vacinação de profissionais da educação com 50 mil doses da Covishield.[243]
- Dia 20 - É iniciada a vacinação de pessoas com deficiência permanente na faixa de 40 a 59 anos em Belém, indo até o dia 21.[244] Em Ananindeua, é iniciada a vacinação com a faixa dos 45 anos, encerrando no dia 22 com a faixa dos 40 anos.[245] As regiões do Xingu e Marajó Ocidental passam para o nível de bandeiramento amarelo (risco intermediário), após a queda na ocupação de UTI e leitos clínicos.[246]
- Dia 22 - É iniciada a vacinação de pessoas acima de 35 anos com comorbidades ou deficiência permanente em Ananindeua.[247] A prefeitura de Primavera notifica dois casos suspeitos da linhagem B.1.167, conhecida como variante Indiana, após os pacientes terem contato com tripulantes do navio MV Sandong, ancorado em São Luís no Maranhão.[248]
- Dia 24 - É iniciada a vacinação de pessoas com comorbidades na faixa dos 41 a 36 anos e da segunda chamada na faixa de 61 a 42 anos em Belém. Também são vacinados os 300 profissionais do Lar do Providência e Socorro Gabriel.[249] Em Ananindeua, é iniciada a vacinação de professores da educação infantil.[250]
- Dia 25 - É iniciada a vacinação de pessoas com comorbidades ou deficiência permanente na faixa dos 25 anos em Ananindeua.[251]
- Dia 26 - É reiniciada a aplicação da segunda dose em profissionais da saúde em Belém. Também são vacinados os profissionais da Fundação João Paulo II (FUNPAPA), trabalhadores portuários da Companhia Docas do Pará, trabalhadores aeroportuários do Aeroporto Internacional de Belém, 500 quilombolas da Universidade Federal do Pará e trabalhadores da limpeza urbana.[249] Em Ananindeua, a vacinação segue na faixa dos 18 anos com comorbidades ou deficiência permanente.[252] A cidade de Ourilândia do Norte anuncia a aplicação de medidas mais restritivas com o crescimento de casos da COVID-19 e ocupação de UTIs.[253]
- Dia 27 - É iniciada a vacinação de pessoas com deficiência permanente na faixa de 18 a 39 anos e a terceira chamada da faixa de 42 a 61 anos e grávidas e puérperas (45 dias após o parto) acima de 18 anos com comorbidades em Belém, indo até o dia 28.[254] Em Ananindeua, são vacinados os trabalhadores rodoviários e professores da educação infantil na rede privada e municipal.[255] Após análises, a Sespa descarta a existência da linhagem B.1.167, mais conhecida como variante indiana, em dois pacientes de Primavera.[256]
- Dia 28 - Ananindeua inicia a vacinação de pessoas sem comorbidades após a conclusão dos grupos prioritários, se tornando o primeiro município paraense a alcançar o feito, começando com a faixa de 53 a 58 anos e indo até dia 29 com 53 a 55 anos.[257]
- Dia 29 - É iniciada a campanha de vacinação de profissionais da educação em Belém, começando com os professores e estagiários da educação infantil e especial, além de porteiros, vigias, merendeiras e administrativos.[258]
- Dia 31 - É iniciada a última etapa de vacinação com pessoas com comorbidades nas idades de 36 a 18 anos em Belém.[259]

#### Junho
- Dia 1 - É iniciada a aplicação da segunda dose em profissionais de saúde em Belém. A terceira fase se encerra no dia 2 com a segunda e terceira chamada de pessoas com deficiência na faixa de 18 a 59 anos.[260] Em Santa Izabel do Pará, é iniciada a vacinação por idade, se tornando o segundo município a realizar a última etapa de vacinação, começando com a faixa de 50 a 59 anos.[261]
- Dia 3 - É iniciada a vacinação por idade em Belém, se tornando o terceiro município a realizar o feito, começando com a faixa de 59 anos e seguindo com 58 anos no dia 4.[262] Em Marituba, a vacinação passa a atingir os professores do ensino fundamental (1° ciclo).[263]
- Dia 4 - A cidade de Conceição do Araguaia decreta lockdown até o dia 14.[264]
- Dia 7 - É reiniciada a vacinação de idosos na faixa dos 60 anos em Belém, mas abrangendo aqueles que perderam a 1.ª ou 2.ª dose.[265] Em Ananindeua, são vacinados as pessoas na faixa dos 52 anos sem comorbidades.[266]
- Dia 8 - Em calendário divulgado são vacinados as pessoas acamadas, trabalhadores da limpeza, catadores, portuários, grávidas e puérperas, pessoas com comorbidades na ilha de Combu, trabalhadores aeroportuários, profissionais da segurança e da saúde (2.ª dose marcada) e professores do ensino fundamental em Belém até o dia 13.[267] Em Vigia, é iniciada a vacinação de pessoas sem comorbidades de acordo com a faixa etária, encerrando com a faixa de 19 e 18 anos até o dia 18.[268]
- Dia 10 - É confirmado o primeiro caso de mucormicose, popularmente conhecido como fungo preto, em Santana do Araguaia através de um paciente com COVID-19.[269][270]
- Dia 11 - Chegam 600 doses da AZD1222, sendo 35 destinadas a aeronautas e as demais ficarão como reforço.[271]
- Dia 12 - Ananindeua passa a vacinar a faixa de 50 e 51 anos, sem comorbidades.[272]
- Dia 14 - É dado o prosseguimento na vacinação por faixa etária em Belém, começando com 57 e 56 anos e inicialmente iria até o dia 25 com 51 anos.[273] No mesmo dia é anunciada a antecipação do calendário, visando atingir a faixa completa dos 50 anos até o dia 18. São incluídos também as idades até 45 anos, além de professores do ensino médio e superior, com os dois últimos grupos indo até o dia 21.[274][275]
- Dia 15 - São vacinados as faixas de 49 e 48 anos em Ananindeua.[276] Em Paragominas, são vacinados as faixas de 30 a 39 anos até o dia 18.[277] Em Santa Izabel, são vacinados a partir dos 45 anos, se estendendo aos 40 anos até o dia 18, além de gestantes e puérperas acima de 18 anos.[278][279]
- Dia 16 - A Anvisa autoriza a importação de pelo menos 174 mil doses da vacina Sputnik V ao estado, mas com restrições.[280]
- Dia 17 - As regiões do Araguaia e do Carajás passam a entrar no bandeiramento amarelo, fazendo com que todo o estado fique na zona de risco intermediário.
- Dia 21 - Ananindeua vacina a população de 40 a 47 anos até o dia 26.[281][282][283]
- Dia 22 - Em novo calendário em Belém, são vacinados a faixa de 42 anos, grávidas, puérperas e lactantes com crianças nascidas em 2021.[284] No dia 23, foram vacinados rodoviários, quilombolas, profissionais das forças de segurança, portuários, moradores da Ilha do Combu na faixa de 40 a 49 anos, grávidas, puérperas e lactantes e servidores da Funpapa.[285] Também foram incluídos os bancários e as faixas de 40 e 41 anos com vacinação até o dia 27.[286][287]
- Dia 28 - São vacinados a faixa de 36 a 39 anos em Ananindeua.[288][289]
- Dia 29 - São vacinados a faixa de 38 e 39 anos em Belém.[290] Também entram no grupo forças de segurança, saúde e a população do Combu na faixa de 18 a 39 anos, apesar da suspensão temporariamente da campanha no dia 30, retornando em 1° de julho. No dia 2, entraram as faixas de 36 e 37 anos.[291]

#### Julho
- Dia 5 - Em Belém são vacinados a faixa de 31 a 36 anos, carteiros, jornalistas, grávidas e lactantes entre junho de 2020 e maio de 2021.[292][293][294] Em Ananindeua são vacinados a faixa de 32 a 35 anos.[295][296]
- Dia 10 - A Região Metropolitana de Belém (I a III), Marajó Oriental e Tocantins passam do bandeiramento amarelo (risco intermediário) para o bandeiramento verde (risco baixo), reduzindo ainda mais as flexibilizações, mas mantendo casas de shows e boates fechadas e reuniões privadas com até 300 pessoas. Já as demais regiões seguem no amarelo.[297]
- Dia 17 - Após cinco dias sem campanha de vacinação, as cidades de Belém e Ananindeua vacinam a faixa de 30 anos.[298]
- Dia 22 - As cidades de Belém e Ananindeua vacinam a faixa de 29 anos.[299][300] Em Ananindeua também são vacinadas as faixas de 28 e 27 anos.[301]
- Dia 28 - Belém vacina as faixas de 25 a 28 anos e Ananindeua vacina as faixas de 25 e 26 anos.[302][303]
- Dia 30 - A SESPA informa que há um caso suspeito da variante delta no estado, através de um casal vindo dos Estados Unidos.[304]

#### Agosto
- Dia 2 - São vacinadas as faixas de 18 (completos até o dia 7) a 24 anos em Belém.[305][306] Em Ananindeua são vacinadas as faixas de 18 a 24 anos.[307] São retomadas as aulas presenciais pelo governo do estado, mas usando o sistema híbrido e com 25% da capacidade total.[308]
- Dia 5 - É confirmado o primeiro caso da variante delta no estado através de um paciente que veio dos Estados Unidos.[309] Em atualização na classificação de risco, todo o estado passa a ficar no bandeiramento verde (risco baixo).[310]
- Dia 8 - A Arquidiocese de Belém, junto com o Governo do Estado e a prefeitura decidem não realizar pelo segundo ano consecutivo o Círio de Nazaré e suas romarias. Porém, diferente do ano anterior, haverá a realização de traslados com a imagem de Nossa Senhora de Nazaré, sendo elas a volta do traslado para Ananindeua (restrito as grandes vias e com ida e volta para Belém) e uma prévia da programação foi divulgada.[311]
- Dia 9 - Ananindeua se torna o primeiro município a vacinar menores de idade, começando com a faixa de 17 anos.[312]
- Dia 19 - O Colégio Marista Nossa Senhora de Nazaré anuncia a suspensão das aulas presenciais apenas para o 1° ano do ensino médio, por conta de um surto de Covid-19, atingindo 15 estudantes.[313]
- Dia 25 - Belém e Marituba passam a vacinar as faixas de 12 a 17 anos com comorbidades. Ananindeua vacina a faixa de 15 e 16 anos.[314]
- Dia 27 - É autorizada a reabertura de bares e casas noturnas, além da volta da realização de shows e o retorno de torcedores aos estádios e ginásios, com capacidade limite de 30% e superior a 300 pessoas, desde que o cidadão esteja com pelo menos 14 dias da aplicação da 1ª dose da vacina e a apresentação de teste PCR em 72 horas antes do evento (para não vacinados por orientação médica ou por atraso da vacinação no município).[315]
- Dia 28 - É iniciada a aplicação da terceira dose da vacina contra a covid, começando com idosos institucionalizados.[316]

#### Setembro
- Dia 13 - Acontece a retomada das aulas presenciais no ensino municipal de Belém, começando com a educação infantil e com capacidade reduzida entre 20% e 33%.[317]
- Dia 15 - É anunciado que o Hospital de Campanha do Hangar será desativado em até 30 dias devido a queda no número de internações de pacientes com a COVID-19. O novo centro de referência passa a ser o Hospital Santa Terezinha.[318]
- Dia 17 - A prefeitura de Belém autoriza a presença da torcida nos estádios, mas com capacidade reduzida de 30% e que os torcedores tenham tomado as duas doses da vacina.[319][320]
- Dia 22 - O governador Helder Barbalho anuncia a compra de 1 milhão de doses da vacina Coronavac após negociações diretas com o Instituto Butantan. O objetivo é acelerar a campanha de vacinação, devido a defasagem de doses enviadas pelo Ministério da Saúde.[321]
- Dia 23 - É iniciada a aplicação da dose de reforço em idosos em Belém.[322]
- Dia 25 - São vacinadas as faixas de 17 e 18 anos em Belém.[323]
- Dia 30 - É iniciado o processo de desmonte do Hospital de Campanha do Hangar, fazendo com que o espaço volte ao formato original de centro de convenções.[324]

#### Outubro
- Dia 2 - São vacinadas as faixas de 16 e 15 anos em Belém.[325]
- Dia 14 - É autorizado pela Prefeitura de Belém o aumento de 30% para 50% da capacidade total de torcedores nos estádios, desde que sejam cumpridas as normas de segurança como apresentação do comprovante de vacinação com as duas doses e uso de máscara.[326]
- Dia 16 - Em uma cerimônia ecumênica, é desativado definitivamente o Hospital de Campanha do Hangar, encerrando o processo de desmonte iniciado no dia 30 de setembro. Com isso, o local irá voltar a fazer a sua função de centro de convenções até o fim de 2022, passando por limpezas e reestruturação, além de receber um memorial em homenagem às vítimas da COVID-19.[327]
- Dia 26 - A cidade de Rondon do Pará confirma o primeiro caso da Variante Delta. Em Marabá e Canaã dos Carajás são confirmados um caso cada da Variante Gama.[328] Em Belém, é emitido um alerta de circulação de uma subvariante da Delta, chamada AY.33.[329]

#### Novembro
- Dia 3 - Em culto ecumênico, são encerradas as atividades do último Hospital de Campanha do estado, na cidade de Santarém. Os casos de COVID-19 agora serão tratados em um centro especializado na UPA 24h do município.[330]
- Dia 12 - Após atingir 80% do público alvo vacinado, é encerrada a campanha de vacinação em Belém, que passa a ser realizada nos postos de saúde, faculdades e shopping centers, além de voluntários.[331]
- Dia 14 - A cidade de Barcarena realiza o seu Círio de Nazaré, sendo o primeiro município paraense a realizar uma procissão com a presença de fiéis nas ruas, adotando protocolos sanitários.[332]
- Dia 21 - A prefeitura de Óbidos anuncia uma nova série de restrições após um novo crescimento no número de casos e óbitos por COVID-19.[333]
- Dia 22 - O prefeito de Santarém, Nélio Aguiar (DEM), anuncia o cancelamento das festas de réveillon e do carnaval de 2022 na cidade. Apesar da queda no número de casos e óbitos sendo ocasionada com a vacinação, a suspensão das festas foi decidida por questões de insegurança quanto ao controle de aglomerações.[334]
- Dia 24 - A cidade de Itaituba anuncia o cancelamento do Réveillon, Carnaval e festejo de aniversário da cidade devido a incertezas quanto a pandemia.[335]
- Dia 25 - A cidade de Belterra anuncia o cancelamento do réveillon e do carnaval, sendo o terceiro município paraense a cancelar as festas.[336] Indo na contramão dos demais municípios, Belém anuncia que fará o carnaval em 2022, mas adotando medidas sanitárias como a apresentação do comprovante de vacinação.[337]
- Dia 26 - A cidade de Vigia anuncia o cancelamento do carnaval de 2022 pelos mesmos motivos dos demais municípios.[338]
- Dia 29 - A cidade de Bragança anuncia o cancelamento das festas de fim de ano e do carnaval após análises do cenário pelo Brasil e do mundo, segundo a prefeitura.[339] As cidades de Juruti e Oriximiná anunciam a volta de medidas restritivas devido ao crescimento de casos e a baixa cobertura vacinal.[340]
- Dia 30 - Após protestos da população e pelas análises epidemiológicas, a prefeitura de Belém volta atrás e decide pelo cancelamento do carnaval 2022. Além disso, também anunciou o cancelamento das festas de fim de ano.[341] A cidade de Marabá também anunciou o cancelamento das festas de fim de ano e carnaval.[342]

#### Dezembro
- Dia 1 - A cidade de Abaetetuba anunciou o cancelamento das festas de réveillon e do Carnaval 2022 seguindo o mesmo exemplo dos demais municípios quanto a prevenção contra a COVID-19.[343]
- Dia 3 - Em pronunciamento oficial, o governador Helder Barbalho (MDB) anunciou novas medidas de prevenção contra a COVID-19, sendo elas a obrigatoriedade de vacinação de servidores estaduais, além da adoção do passaporte vacinal em eventos públicos e privados, estabelecimentos, igrejas e outros, que podem ter capacidade máxima, encerrando assim o sistema de bandeiramento, mas desde que seja apresentado o comprovante de vacinação nesses lugares e o uso de máscaras continua sendo obrigatório em locais abertos e fechados. Também anunciou que os municípios só podem realizar as festas de fim de ano, se atingirem o percentual de 70% da população completamente vacinada, cabendo a decisão de cada cidade em realizar ou não as festas.[344]
- Dia 6 - A cidade de Óbidos anuncia o cancelamento do Réveillon e das festas de Carnaval, com o mesmo motivo dos demais municípios.[345]
- Dia 22 - A cidade de Marituba inicia a aplicação da quarta dose da vacina contra a COVID-19, sendo o primeiro município a realizar esse esquema, seguindo as orientações do Ministério da Saúde.[346]

### 2022

#### Janeiro
- Dia 5 - A cidade de Marabá decide pelo cancelamento do Carnaval na cidade.[347]
- Dia 15 - É iniciada a campanha de vacinação para crianças de 5 a 11 anos em Ananindeua, Benevides, Marituba e Santa Izabel do Pará.[348]
- Dia 17 - É iniciada a campanha de vacinação para crianças de 5 a 11 anos em Belém.[348]
- Dia 21 - O governo do Pará anuncia novas medidas para combater a COVID-19 como o aumento de testes rápidos, avanço da vacinação em todo o estado e a rigidez no passaporte vacinal. Além disso, anunciou que o estado vive a terceira onda do novo coronavírus e descartou a existência de casos confirmados da Variante Omicron, que seguem sem números oficiais até o momento.[349]
- Dia 28 - O Instituto Evandro Chagas confirma os 12 primeiros casos da Variante Omicron no estado.[350]

#### Fevereiro
- Dia 1 - A cidade de Juruti anuncia novas medidas restritivas por 14 dias, sendo elas o toque de recolher e o fechamento dos comercios não essenciais.[351]
- Dia 2 - É iniciada a aplicação da quarta dose em Belém para pessoas imunossuprimidas acima de 18 anos.[352]

#### Março
- Dia 3 - É iniciada em Belém a aplicação da quarta dose para o público em geral, começando com idosos nascidos até 1936.[353]
- Dia 10 - A cidade de Óbidos se torna o primeiro município paraense a decretar o fim do uso obrigatório de máscaras após uma queda nos casos confirmados de COVID e óbitos e o aumento no número de pessoas vacinadas. Porém, seu uso só segue obrigatório apenas em repartições públicas. O decreto é válido até o dia 31.[354]
- Dia 15 - A cidade de Marabá é a segunda no estado a desobrigar o uso de máscaras em locais abertos.[355] É confirmado através do Ministério da Saúde, o primeiro caso da variante Deltacron no estado.[356]
- Dia 16 - Redenção se torna o terceiro município a desobrigar o uso de máscaras em locais abertos. No entanto, seu uso continua obrigatório apenas em locais fechados. A medida vale até o dia 31.[357]
- Dia 17 - Santarém se torna a quarta cidade do estado a desobrigar o uso de máscaras ao ar livre com a queda no número de casos e óbitos, além da alta porcentagem de pessoas vacinadas. Porém, manteve o uso apenas em locais fechados.[358]
- Dia 28 - O Governo do Estado anuncia a flexibilização do uso de máscaras em locais abertos, sendo que seu uso só segue obrigatório apenas em locais fechados. A medida também dá autonomia para os municípios decidirem sobre a liberação.[359] Com o anúncio, as cidades de Ananindeua, Benevides, Castanhal, Marituba e Santa Bárbara do Pará são as primeiras da Região Metropolitana de Belém a liberar o uso de máscaras em locais abertos, considerando o avanço da imunização e a queda no número de casos e óbitos.[360][361][362]

#### Abril
- Dia 1 - A cidade de Tucuruí é a décima do estado a liberar o uso de máscaras ao ar livre, desobrigando também o seu uso em locais fechados. O uso segue obrigatório apenas no transporte público e postos de saúde.[363]
- Dia 4 - A prefeitura de Belém anuncia que não irá mais divulgar os boletins diários dos números da pandemia na capital paraense devido a estabilidade no número de casos e no fechamento de leitos exclusivos após a ocupação da UTI chegar a 0%.[364]
- Dia 5 - Barcarena e Santa Izabel se tornam a décima primeira e a décima segunda cidade do estado a liberar o uso de máscara em locais abertos, mantendo o uso obrigatório apenas em locais fechados.[365]
- Dia 6 - Anapu é a décima terceira cidade do estado a desobrigar o uso de máscaras, liberando também em locais fechados.[366]
- Dia 8 - Salinópolis é a décima quarta cidade do estado a desobrigar o uso de máscaras, mantendo a obrigação em locais fechados e transporte público.[367]
- Dia 12 - Mojuí dos Campos e Tucumã são a décima quinta e décima sexta cidade a liberar o uso de máscaras tanto em locais abertos, como fechados, mas mantendo a sua obrigatoriedade em estabelecimentos de saúde públicos e privados. [368]
- Dia 14 - Belém é a décima sétima cidade paraense e a última capital brasileira a liberar o uso de máscaras em locais abertos. A obrigatoriedade segue apenas para pessoas do grupo de risco, sintomáticos respiratórios e assintomáticos que entrarem em contato com pessoas infectadas nos últimos dez dias, além de locais fechados e transportes públicos.[369] No mesmo dia, Monte Alegre, Altamira e Parauapebas também anunciaram a liberação de máscaras em locais abertos, no caso da última, também em locais fechados, totalizando 20 cidades paraenses com a liberação das máscaras.[370][371][372]
- Dia 15 - Voltam a ser realizados os atos da Sexta-feira Santa em vários municípios paraenses, incluindo a capital, com o fim das restrições.[373]

#### Maio
- Dia 12 - Após dois anos sem poder ser realizada devido ao período de isolamento social, a Paróquia de Nossa Senhora de Fátima volta a realizar a tradicional procissão luminosa pelas ruas dos bairros de Fátima, Umarizal, São Brás e Marco em Belém. O distrito de Icoaraci também voltou a realizar as procissões em honra a Nossa Senhora de Fátima.[374]
- Dia 19 - A Universidade Federal do Pará (UFPA) anuncia a liberação do uso de máscaras em todos os campus do estado.[375]
- Dia 23 - A Prefeitura de Belém libera o uso de máscaras também em locais fechados, exceto no transporte público e nos locais de saúde e para pessoas com comorbidades, imunossuprimidas, grávidas e pessoas acima de 70 anos. Nos dias posteriores, outros municípios também anunciaram a liberação das máscaras em locais fechados, seguindo as mesmas regras de Belém.[376][377][378][379]
- Dia 30 - A grande maioria dos municípios paraenses anunciam a volta da realização de eventos ligados a festa junina.[380]

#### Junho
- Dia 12 - Após dois anos, volta a ser realizado o arrastão do Arraial do Pavulagem em Belém.[381]

#### Julho
- Dia 18 - É iniciada a vacinação de crianças de 3 anos em Belém.[382]
- Dia 19 - A cidade de Santarém confirma a volta do Círio de Nossa Senhora Imaculada Conceição em seu formato tradicional no mês de novembro.[383]
- Dia 25 - É iniciada a aplicação da quarta dose para pessoas acima de 30 anos na Região Metropolitana de Belém, incluindo a capital.[384]

#### Agosto
- Dia 3 - O Hangar, em Belém, é reaberto ao público com as suas funções originais de centro de convenções.[385] É confirmada a volta do Círio de Nazaré em Belém ao seu formato tradicional, além da retomada das demais romarias em outubro.[386]
- Dia 5 - A cidade de Vigia volta a realizar procissão em honra à Nossa Senhora das Neves, além de confirmar a volta do Círio de Nazaré em seu formato tradicional no mês de setembro.[387]
- Dia 29 - É iniciada a aplicação da quarta dose para o público em geral acima de 18 anos em Belém.[388]

#### Outubro
- Dia 5 - Os festejos do Círio de Nazaré, em Belém, voltam a ser realizados no formato tradicional, começando com o Transporte dos Carros, que faz a sua estreia na festividade, seguindo com o Traslado Rodoviário para Ananindeua e Marituba e com as demais romarias, incluindo as procissões da Trasladação e o próprio Círio.[389][390]
- Dia 16 - Assim como Belém, as cidades de Marabá e Castanhal também voltam a realizar seus respectivos Círios em homenagem à Nossa Senhora de Nazaré no formato tradicional.[391][392]

#### Novembro
- Dia 10 - A prefeitura de Belém anuncia a realização do Carnaval em 2023.[393]
- Dia 21 - Visando evitar o avanço da quarta onda de covid-19, a capital Belém inicia a aplicação da quinta dose para pessoas imunossuprimidas a partir dos 12 anos e idosos acima de 60 anos. É iniciada também a vacinação para crianças a partir dos seis meses.[394]
- Dia 25 - O município de Óbidos volta a decretar a obrigatoriedade do uso de máscaras em órgãos públicos até o dia 16 de dezembro, com o objetivo de evitar um novo avanço da Covid-19.[395]

#### Dezembro
- Dia 31 - As cidades paraenses anunciam a retomada de eventos ligados à virada do ano.[396]

### 2023

#### Fevereiro
- Dia 1 - Vários municípios paraenses, incluindo a capital Belém, confirmam a volta de eventos ligados ao carnaval, tais como desfile de blocos, escolas de samba e afins.[397]

## Estatísticas
| Casos de COVID-19 no Pará () Mortes Recuperados Casos ativos 20202021mar.abr.mai.jun.jul.ago.set.out.nov.dez.jan.fev.mar.abr.mai.jun.jul.Últimos 15 diasÚltimos 15 dias | Casos de COVID-19 no Pará () Mortes Recuperados Casos ativos 20202021mar.abr.mai.jun.jul.ago.set.out.nov.dez.jan.fev.mar.abr.mai.jun.jul.Últimos 15 diasÚltimos 15 dias | Casos de COVID-19 no Pará () Mortes Recuperados Casos ativos 20202021mar.abr.mai.jun.jul.ago.set.out.nov.dez.jan.fev.mar.abr.mai.jun.jul.Últimos 15 diasÚltimos 15 dias | Casos de COVID-19 no Pará () Mortes Recuperados Casos ativos 20202021mar.abr.mai.jun.jul.ago.set.out.nov.dez.jan.fev.mar.abr.mai.jun.jul.Últimos 15 diasÚltimos 15 dias | Casos de COVID-19 no Pará () Mortes Recuperados Casos ativos 20202021mar.abr.mai.jun.jul.ago.set.out.nov.dez.jan.fev.mar.abr.mai.jun.jul.Últimos 15 diasÚltimos 15 dias |
| --- | --- | --- | --- | --- |
| Data | Data | | # de casos | # de mortes |
| 18-03-2020 | 18-03-2020 | | 1(n.a.) | 0(n.a.) |
| 2020-03-19 | 2020-03-19 | | 1(=) | 0(n.a.) |
| 20-03-2020 | 20-03-2020 | | 2(+100%) | 0(n.a.) |
| 2020-03-21 | 2020-03-21 | | 2(=) | 0(n.a.) |
| 22-03-2020 | 22-03-2020 | | 4(+100%) | 0(n.a.) |
| 23-03-2020 | 23-03-2020 | | 5(+25%) | 0(n.a.) |
| 2020-03-24 | 2020-03-24 | | 5(=) | 0(n.a.) |
| 25-03-2020 | 25-03-2020 | | 7(+40%) | 0(n.a.) |
| 26-03-2020 | 26-03-2020 | | 13(+86%) | 0(n.a.) |
| 27-03-2020 | 27-03-2020 | | 16(+23%) | 0(n.a.) |
| 28-03-2020 | 28-03-2020 | | 18(+12%) | 0(n.a.) |
| 29-03-2020 | 29-03-2020 | | 20(+11%) | 0(n.a.) |
| 30-03-2020 | 30-03-2020 | | 26(+30%) | 0(n.a.) |
| 31-03-2020 | 31-03-2020 | | 34(+31%) | 0(n.a.) |
| 01-04-2020 | 01-04-2020 | | 41(+21%) | 1(n.a.) |
| 02-04-2020 | 02-04-2020 | | 49(+20%) | 1(=) |
| 03-04-2020 | 03-04-2020 | | 75(+53%) | 1(=) |
| 04-04-2020 | 04-04-2020 | | 82(+9,3%) | 1(=) |
| 05-04-2020 | 05-04-2020 | | 86(+4,9%) | 1(=) |
| 06-04-2020 | 06-04-2020 | | 123(+43%) | 5(+4) |
| 07-04-2020 | 07-04-2020 | | 154(+25%) | 5(=) |
| 08-04-2020 | 08-04-2020 | | 167(+8,4%) | 6(+1) |
| 09-04-2020 | 09-04-2020 | | 169(+1,2%) | 7(+1) |
| 10-04-2020 | 10-04-2020 | | 217(+28%) | 9(+2) |
| 11-04-2020 | 11-04-2020 | | 237(+9,2%) | 11(+2) |
| 12-04-2020 | 12-04-2020 | | 259(+9,3%) | 14(+3) |
| 13-04-2020 | 13-04-2020 | | 310(+20%) | 15(+1) |
| 14-04-2020 | 14-04-2020 | | 384(+24%) | 21(+6) |
| 15-04-2020 | 15-04-2020 | | 487(+27%) | 21(=) |
| 16-04-2020 | 16-04-2020 | | 557(+14%) | 26(+5) |
| 17-04-2020 | 17-04-2020 | | 627(+13%) | 32(+6) |
| 18-04-2020 | 18-04-2020 | | 641(+2,2%) | 33(+1) |
| 19-04-2020 | 19-04-2020 | | 685(+6,9%) | 34(+1) |
| 20-04-2020 | 20-04-2020 | | 902(+32%) | 35(+1) |
| 21-04-2020 | 21-04-2020 | | 1 026(+14%) | 38(+3) |
| 22-04-2020 | 22-04-2020 | | 1 195(+16%) | 43(+5) |
| 23-04-2020 | 23-04-2020 | | 1 267(+6%) | 53(+10) |
| 24-04-2020 | 24-04-2020 | | 1 579(+25%) | 86(+33) |
| 25-04-2020 | 25-04-2020 | | 1 745(+11%) | 95(+9) |
| 26-04-2020 | 26-04-2020 | | 2 070(+19%) | 114(+19) |
| 27-04-2020 | 27-04-2020 | | 2 219(+7,2%) | 122(+8) |
| 28-04-2020 | 28-04-2020 | | 2 319(+4,5%) | 132(+10) |
| 29-04-2020 | 29-04-2020 | | 2 586(+12%) | 156(+24) |
| 30-04-2020 | 30-04-2020 | | 2 999(+16%) | 224(+68) |
| 01-05-2020 | 01-05-2020 | | 3 359(+12%) | 263(+39) |
| 02-05-2020 | 02-05-2020 | | 3 727(+11%) | 306(+43) |
| 03-05-2020 | 03-05-2020 | | 3 920(+5,2%) | 317(+11) |
| 04-05-2020 | 04-05-2020 | | 4 262(+8,7%) | 344(+27) |
| 05-05-2020 | 05-05-2020 | | 4 756(+12%) | 375(+31) |
| 06-05-2020 | 06-05-2020 | | 5 524(+16%) | 410(+35) |
| 07-05-2020 | 07-05-2020 | | 5 935(+7,4%) | 488(+78) |
| 08-05-2020 | 08-05-2020 | | 6 519(+9,8%) | 574(+86) |
| 09-05-2020 | 09-05-2020 | | 7 018(+7,7%) | 610(+36) |
| 10-05-2020 | 10-05-2020 | | 7 348(+4,7%) | 672(+62) |
| 11-05-2020 | 11-05-2020 | | 8 069(+9,8%) | 812(+140) |
| 12-05-2020 | 12-05-2020 | | 9 059(+12%) | 914(+102) |
| 13-05-2020 | 13-05-2020 | | 10 344(+14%) | 1 022(+108) |
| 14-05-2020 | 14-05-2020 | | 11 479(+11%) | 1 095(+73) |
| 15-05-2020 | 15-05-2020 | | 12 638(+10%) | 1 175(+80) |
| 16-05-2020 | 16-05-2020 | | 13 464(+6,5%) | 1 223(+48) |
| 17-05-2020 | 17-05-2020 | | 14 201(+5,5%) | 1 280(+57) |
| 18-05-2020 | 18-05-2020 | | 15 467(+8,9%) | 1 392(+112) |
| 19-05-2020 | 19-05-2020 | | 17 177(+11%) | 1 554(+162) |
| 20-05-2020 | 20-05-2020 | | 18 929(+10%) | 1 778(+224) |
| 21-05-2020 | 21-05-2020 | | 20 532(+8,5%) | 1 893(+115) |
| 22-05-2020 | 22-05-2020 | | 22 697(+11%) | 2 003(+110) |
| 23-05-2020 | 23-05-2020 | | 24 125(+6,3%) | 2 150(+147) |
| 24-05-2020 | 24-05-2020 | | 24 815(+2,9%) | 2 290(+140) |
| 25-05-2020 | 25-05-2020 | | 27 366(+10%) | 2 431(+141) |
| 26-05-2020 | 26-05-2020 | | 29 882(+9,2%) | 2 522(+91) |
| 27-05-2020 | 27-05-2020 | | 31 671(+6%) | 2 605(+83) |
| 28-05-2020 | 28-05-2020 | | 35 132(+11%) | 2 785(+180) |
| 29-05-2020 | 29-05-2020 | | 37 296(+6,2%) | 2 900(+115) |
| 30-05-2020 | 30-05-2020 | | 37 859(+1,5%) | 2 920(+20) |
| 31-05-2020 | 31-05-2020 | | 37 961(+0,27%) | 2 923(+3) |
| 01-06-2020 | 01-06-2020 | | 40 014(+5,4%) | 3 019(+96) |
| 02-06-2020 | 02-06-2020 | | 43 652(+9,1%) | 3 144(+125) |
| 03-06-2020 | 03-06-2020 | | 46 473(+6,5%) | 3 245(+101) |
| 04-06-2020 | 04-06-2020 | | 49 473(+6,5%) | 3 492(+247) |
| 05-06-2020 | 05-06-2020 | | 53 860(+8,9%) | 3 665(+173) |
| 06-06-2020 | 06-06-2020 | | 53 860(=) | 3 665(=) |
| 07-06-2020 | 07-06-2020 | | 54 271(+0,76%) | 3 678(+13) |
| 08-06-2020 | 08-06-2020 | | 57 570(+6,1%) | 3 835(+157) |
| 09-06-2020 | 09-06-2020 | | 60 636(+5,3%) | 3 898(+63) |
| 10-06-2020 | 10-06-2020 | | 63 405(+4,6%) | 3 980(+82) |
| 11-06-2020 | 11-06-2020 | | 65 151(+2,8%) | 4 090(+110) |
| 12-06-2020 | 12-06-2020 | | 66 328(+1,8%) | 4 132(+42) |
| 13-06-2020 | 13-06-2020 | | 68 510(+3,3%) | 4 191(+59) |
| 14-06-2020 | 14-06-2020 | | 69 224(+1%) | 4 201(+10) |
| 15-06-2020 | 15-06-2020 | | 71 243(+2,9%) | 4 291(+90) |
| 16-06-2020 | 16-06-2020 | | 74 192(+4,1%) | 4 350(+59) |
| 17-06-2020 | 17-06-2020 | | 76 623(+3,3%) | 4 395(+45) |
| 18-06-2020 | 18-06-2020 | | 80 072(+4,5%) | 4 469(+74) |
| 19-06-2020 | 19-06-2020 | | 82 881(+3,5%) | 4 519(+50) |
| 20-06-2020 | 20-06-2020 | | 84 654(+2,1%) | 4 583(+64) |
| 21-06-2020 | 21-06-2020 | | 86 020(+1,6%) | 4 605(+22) |
| 22-06-2020 | 22-06-2020 | | 88 636(+3%) | 4 672(+67) |
| 23-06-2020 | 23-06-2020 | | 91 708(+3,5%) | 4 726(+54) |
| 24-06-2020 | 24-06-2020 | | 94 036(+2,5%) | 4 748(+22) |
| 25-06-2020 | 25-06-2020 | | 96 472(+2,6%) | 4 803(+55) |
| 26-06-2020 | 26-06-2020 | | 99 313(+2,9%) | 4 834(+31) |
| 27-06-2020 | 27-06-2020 | | 100 443(+1,1%) | 4 845(+11) |
| 28-06-2020 | 28-06-2020 | | 101 207(+0,76%) | 4 870(+25) |
| 29-06-2020 | 29-06-2020 | | 103 206(+2%) | 4 920(+50) |
| 30-06-2020 | 30-06-2020 | | 105 853(+2,6%) | 4 960(+40) |
| 01-07-2020 | 01-07-2020 | | 108 067(+2,1%) | 5 004(+44) |
| 02-07-2020 | 02-07-2020 | | 110 411(+2,2%) | 5 050(+46) |
| 03-07-2020 | 03-07-2020 | | 112 531(+1,9%) | 5 069(+19) |
| 04-07-2020 | 04-07-2020 | | 113 811(+1,1%) | 5 096(+27) |
| 05-07-2020 | 05-07-2020 | | 114 535(+0,64%) | 5 105(+9) |
| 06-07-2020 | 06-07-2020 | | 116 152(+1,4%) | 5 128(+23) |
| 07-07-2020 | 07-07-2020 | | 118 744(+2,2%) | 5 169(+41) |
| 08-07-2020 | 08-07-2020 | | 120 731(+1,7%) | 5 196(+27) |
| 09-07-2020 | 09-07-2020 | | 122 674(+1,6%) | 5 224(+28) |
| 10-07-2020 | 10-07-2020 | | 124 934(+1,8%) | 5 274(+50) |
| 11-07-2020 | 11-07-2020 | | 125 714(+0,62%) | 5 289(+15) |
| 12-07-2020 | 12-07-2020 | | 126 509(+0,63%) | 5 293(+4) |
| 13-07-2020 | 13-07-2020 | | 128 570(+1,6%) | 5 318(+25) |
| 14-07-2020 | 14-07-2020 | | 130 834(+1,8%) | 5 337(+19) |
| 15-07-2020 | 15-07-2020 | | 133 039(+1,7%) | 5 385(+48) |
| 16-07-2020 | 16-07-2020 | | 135 164(+1,6%) | 5 448(+63) |
| 17-07-2020 | 17-07-2020 | | 136 947(+1,3%) | 5 478(+30) |
| 18-07-2020 | 18-07-2020 | | 137 484(+0,39%) | 5 523(+45) |
| 19-07-2020 | 19-07-2020 | | 138 396(+0,66%) | 5 538(+15) |
| 20-07-2020 | 20-07-2020 | | 140 393(+1,4%) | 5 554(+16) |
| 21-07-2020 | 21-07-2020 | | 142 358(+1,4%) | 5 581(+27) |
| 22-07-2020 | 22-07-2020 | | 144 467(+1,5%) | 5 616(+35) |
| 23-07-2020 | 23-07-2020 | | 146 252(+1,2%) | 5 646(+30) |
| 24-07-2020 | 24-07-2020 | | 147 923(+1,1%) | 5 689(+43) |
| 25-07-2020 | 25-07-2020 | | 148 463(+0,37%) | 5 716(+27) |
| 26-07-2020 | 26-07-2020 | | 148 823(+0,24%) | 5 729(+13) |
| 27-07-2020 | 27-07-2020 | | 150 616(+1,2%) | 5 753(+24) |
| 28-07-2020 | 28-07-2020 | | 151 849(+0,82%) | 5 716(-37) |
| 29-07-2020 | 29-07-2020 | | 153 350(+0,99%) | 5 699(-17) |
| 30-07-2020 | 30-07-2020 | | 154 685(+0,87%) | 5 728(+29) |
| 31-07-2020 | 31-07-2020 | | 156 053(+0,88%) | 5 750(+22) |
| 01-08-2020 | 01-08-2020 | | 156 285(+0,15%) | 5 773(+23) |
| 02-08-2020 | 02-08-2020 | | 156 505(+0,14%) | 5 784(+11) |
| 03-08-2020 | 03-08-2020 | | 158 277(+1,1%) | 5 799(+15) |
| 04-08-2020 | 04-08-2020 | | 160 695(+1,5%) | 5 818(+19) |
| 05-08-2020 | 05-08-2020 | | 162 822(+1,3%) | 5 835(+17) |
| 06-08-2020 | 06-08-2020 | | 164 759(+1,2%) | 5 854(+19) |
| 07-08-2020 | 07-08-2020 | | 167 099(+1,4%) | 5 871(+17) |
| 08-08-2020 | 08-08-2020 | | 167 642(+0,32%) | 5 885(+14) |
| 09-08-2020 | 09-08-2020 | | 168 151(+0,3%) | 5 893(+8) |
| 10-08-2020 | 10-08-2020 | | 169 613(+0,87%) | 5 901(+8) |
| 11-08-2020 | 11-08-2020 | | 171 878(+1,3%) | 5 909(+8) |
| 12-08-2020 | 12-08-2020 | | 173 625(+1%) | 5 917(+8) |
| 13-08-2020 | 13-08-2020 | | 175 608(+1,1%) | 5 924(+7) |
| 14-08-2020 | 14-08-2020 | | 177 010(+0,8%) | 5 932(+8) |
| 15-08-2020 | 15-08-2020 | | 177 969(+0,54%) | 5 940(+8) |
| 16-08-2020 | 16-08-2020 | | 178 375(+0,23%) | 5 945(+5) |
| 17-08-2020 | 17-08-2020 | | 180 090(+0,96%) | 5 975(+30) |
| 18-08-2020 | 18-08-2020 | | 182 231(+1,2%) | 6 015(+40) |
| 19-08-2020 | 19-08-2020 | | 184 253(+1,1%) | 6 027(+12) |
| 20-08-2020 | 20-08-2020 | | 186 646(+1,3%) | 6 037(+10) |
| 21-08-2020 | 21-08-2020 | | 188 644(+1,1%) | 6 047(+10) |
| 22-08-2020 | 22-08-2020 | | 189 289(+0,34%) | 6 057(+10) |
| 23-08-2020 | 23-08-2020 | | 189 582(+0,15%) | 6 062(+5) |
| 24-08-2020 | 24-08-2020 | | 191 609(+1,1%) | 6 078(+16) |
| 25-08-2020 | 25-08-2020 | | 193 564(+1%) | 6 097(+19) |
| 26-08-2020 | 26-08-2020 | | 195 297(+0,9%) | 6 102(+5) |
| 27-08-2020 | 27-08-2020 | | 196 874(+0,81%) | 6 106(+4) |
| 28-08-2020 | 28-08-2020 | | 198 246(+0,7%) | 6 109(+3) |
| 29-08-2020 | 29-08-2020 | | 199 171(+0,47%) | 6 115(+6) |
| 30-08-2020 | 30-08-2020 | | 199 556(+0,19%) | 6 146(+31) |
| 31-08-2020 | 31-08-2020 | | 200 985(+0,72%) | 6 176(+30) |
| 01-09-2020 | 01-09-2020 | | 202 436(+0,72%) | 6 201(+25) |
| 02-09-2020 | 02-09-2020 | | 203 969(+0,76%) | 6 215(+14) |
| 03-09-2020 | 03-09-2020 | | 205 291(+0,65%) | 6 228(+13) |
| 04-09-2020 | 04-09-2020 | | 206 864(+0,77%) | 6 240(+12) |
| 05-09-2020 | 05-09-2020 | | 207 638(+0,37%) | 6 249(+9) |
| 06-09-2020 | 06-09-2020 | | 208 259(+0,3%) | 6 257(+8) |
| 07-09-2020 | 07-09-2020 | | 208 560(+0,14%) | 6 269(+12) |
| 08-09-2020 | 08-09-2020 | | 209 808(+0,6%) | 6 280(+11) |
| 09-09-2020 | 09-09-2020 | | 211 061(+0,6%) | 6 289(+9) |
| 10-09-2020 | 10-09-2020 | | 212 428(+0,65%) | 6 299(+10) |
| 11-09-2020 | 11-09-2020 | | 213 655(+0,58%) | 6 307(+8) |
| 12-09-2020 | 12-09-2020 | | 214 376(+0,34%) | 6 344(+37) |
| 13-09-2020 | 13-09-2020 | | 214 806(+0,2%) | 6 368(+24) |
| 14-09-2020 | 14-09-2020 | | 216 318(+0,7%) | 6 387(+19) |
| 15-09-2020 | 15-09-2020 | | 217 500(+0,55%) | 6 405(+18) |
| 16-09-2020 | 16-09-2020 | | 218 458(+0,44%) | 6 421(+16) |
| 17-09-2020 | 17-09-2020 | | 219 220(+0,35%) | 6 438(+17) |
| 18-09-2020 | 18-09-2020 | | 220 205(+0,45%) | 6 451(+13) |
| 19-09-2020 | 19-09-2020 | | 220 519(+0,14%) | 6 460(+9) |
| 20-09-2020 | 20-09-2020 | | 220 775(+0,12%) | 6 468(+8) |
| 21-09-2020 | 21-09-2020 | | 221 639(+0,39%) | 6 477(+9) |
| 22-09-2020 | 22-09-2020 | | 223 021(+0,62%) | 6 489(+12) |
| 23-09-2020 | 23-09-2020 | | 224 302(+0,57%) | 6 502(+13) |
| 24-09-2020 | 24-09-2020 | | 225 624(+0,59%) | 6 514(+12) |
| 25-09-2020 | 25-09-2020 | | 226 826(+0,53%) | 6 534(+20) |
| 26-09-2020 | 26-09-2020 | | 227 756(+0,41%) | 6 546(+12) |
| 27-09-2020 | 27-09-2020 | | 228 068(+0,14%) | 6 551(+5) |
| 28-09-2020 | 28-09-2020 | | 229 175(+0,49%) | 6 560(+9) |
| 29-09-2020 | 29-09-2020 | | 230 449(+0,56%) | 6 573(+13) |
| 30-09-2020 | 30-09-2020 | | 231 743(+0,56%) | 6 582(+9) |
| 01-10-2020 | 01-10-2020 | | 232 803(+0,46%) | 6 585(+3) |
| 02-10-2020 | 02-10-2020 | | 233 802(+0,43%) | 6 593(+8) |
| 03-10-2020 | 03-10-2020 | | 234 033(+0,1%) | 6 600(+7) |
| 04-10-2020 | 04-10-2020 | | 234 129(+0,04%) | 6 606(+6) |
| 05-10-2020 | 05-10-2020 | | 234 884(+0,32%) | 6 614(+8) |
| 06-10-2020 | 06-10-2020 | | 235 948(+0,45%) | 6 623(+9) |
| 07-10-2020 | 07-10-2020 | | 236 830(+0,37%) | 6 629(+6) |
| 08-10-2020 | 08-10-2020 | | 237 478(+0,27%) | 6 636(+7) |
| 09-10-2020 | 09-10-2020 | | 237 925(+0,19%) | 6 645(+9) |
| 10-10-2020 | 10-10-2020 | | 237 938(+0,01%) | 6 654(+9) |
| 11-10-2020 | 11-10-2020 | | 237 958(+0,01%) | 6 656(+2) |
| 12-10-2020 | 12-10-2020 | | 237 996(+0,02%) | 6 657(+1) |
| 13-10-2020 | 13-10-2020 | | 238 835(+0,35%) | 6 661(+4) |
| 14-10-2020 | 14-10-2020 | | 239 519(+0,29%) | 6 667(+6) |
| 15-10-2020 | 15-10-2020 | | 240 223(+0,29%) | 6 670(+3) |
| 16-10-2020 | 16-10-2020 | | 240 966(+0,31%) | 6 676(+6) |
| 17-10-2020 | 17-10-2020 | | 241 242(+0,11%) | 6 677(+1) |
| 18-10-2020 | 18-10-2020 | | 241 262(+0,01%) | 6 682(+5) |
| 19-10-2020 | 19-10-2020 | | 242 129(+0,36%) | 6 686(+4) |
| 20-10-2020 | 20-10-2020 | | 243 118(+0,41%) | 6 690(+4) |
| 21-10-2020 | 21-10-2020 | | 244 229(+0,46%) | 6 697(+7) |
| 22-10-2020 | 22-10-2020 | | 245 278(+0,43%) | 6 704(+7) |
| 23-10-2020 | 23-10-2020 | | 246 605(+0,54%) | 6 717(+13) |
| 24-10-2020 | 24-10-2020 | | 247 388(+0,32%) | 6 722(+5) |
| 25-10-2020 | 25-10-2020 | | 248 024(+0,26%) | 6 725(+3) |
| 26-10-2020 | 26-10-2020 | | 249 235(+0,49%) | 6 729(+4) |
| 27-10-2020 | 27-10-2020 | | 250 336(+0,44%) | 6 733(+4) |
| 28-10-2020 | 28-10-2020 | | 251 292(+0,38%) | 6 736(+3) |
| 29-10-2020 | 29-10-2020 | | 252 389(+0,44%) | 6 738(+2) |
| 30-10-2020 | 30-10-2020 | | 252 919(+0,21%) | 6 743(+5) |
| 31-10-2020 | 31-10-2020 | | 253 080(+0,06%) | 6 751(+8) |
| 01-11-2020 | 01-11-2020 | | 253 229(+0,06%) | 6 758(+7) |
| 02-11-2020 | 02-11-2020 | | 253 449(+0,09%) | 6 762(+4) |
| 03-11-2020 | 03-11-2020 | | 254 384(+0,37%) | 6 767(+5) |
| 04-11-2020 | 04-11-2020 | | 255 369(+0,39%) | 6 773(+6) |
| 05-11-2020 | 05-11-2020 | | 256 139(+0,3%) | 6 779(+6) |
| 06-11-2020 | 06-11-2020 | | 256 898(+0,3%) | 6 784(+5) |
| 07-11-2020 | 07-11-2020 | | 257 170(+0,11%) | 6 790(+6) |
| 08-11-2020 | 08-11-2020 | | 257 372(+0,08%) | 6 795(+5) |
| 09-11-2020 | 09-11-2020 | | 258 311(+0,36%) | 6 799(+4) |
| 10-11-2020 | 10-11-2020 | | 259 189(+0,34%) | 6 802(+3) |
| 11-11-2020 | 11-11-2020 | | 260 058(+0,34%) | 6 806(+4) |
| 12-11-2020 | 12-11-2020 | | 261 131(+0,41%) | 6 808(+2) |
| 13-11-2020 | 13-11-2020 | | 261 534(+0,15%) | 6 817(+9) |
| 14-11-2020 | 14-11-2020 | | 261 788(+0,1%) | 6 827(+10) |
| 15-11-2020 | 15-11-2020 | | 261 899(+0,04%) | 6 832(+5) |
| 16-11-2020 | 16-11-2020 | | 262 345(+0,17%) | 6 838(+6) |
| 17-11-2020 | 17-11-2020 | | 263 155(+0,31%) | 6 844(+6) |
| 18-11-2020 | 18-11-2020 | | 263 935(+0,3%) | 6 851(+7) |
| 19-11-2020 | 19-11-2020 | | 264 810(+0,33%) | 6 855(+4) |
| 20-11-2020 | 20-11-2020 | | 265 562(+0,28%) | 6 861(+6) |
| 21-11-2020 | 21-11-2020 | | 266 008(+0,17%) | 6 865(+4) |
| 22-11-2020 | 22-11-2020 | | 266 273(+0,1%) | 6 871(+6) |
| 23-11-2020 | 23-11-2020 | | 266 780(+0,19%) | 6 875(+4) |
| 24-11-2020 | 24-11-2020 | | 267 700(+0,34%) | 6 880(+5) |
| 25-11-2020 | 25-11-2020 | | 268 524(+0,31%) | 6 884(+4) |
| 26-11-2020 | 26-11-2020 | | 269 057(+0,2%) | 6 892(+8) |
| 27-11-2020 | 27-11-2020 | | 269 870(+0,3%) | 6 901(+9) |
| 28-11-2020 | 28-11-2020 | | 270 368(+0,18%) | 6 907(+6) |
| 29-11-2020 | 29-11-2020 | | 270 548(+0,07%) | 6 915(+8) |
| 30-11-2020 | 30-11-2020 | | 271 228(+0,25%) | 6 918(+3) |
| 01-12-2020 | 01-12-2020 | | 272 125(+0,33%) | 6 927(+9) |
| 02-12-2020 | 02-12-2020 | | 273 126(+0,37%) | 6 933(+6) |
| 03-12-2020 | 03-12-2020 | | 273 753(+0,23%) | 6 939(+6) |
| 04-12-2020 | 04-12-2020 | | 274 545(+0,29%) | 6 944(+5) |
| 05-12-2020 | 05-12-2020 | | 275 049(+0,18%) | 6 950(+6) |
| 06-12-2020 | 06-12-2020 | | 275 551(+0,18%) | 6 954(+4) |
| 07-12-2020 | 07-12-2020 | | 276 221(+0,24%) | 6 959(+5) |
| 08-12-2020 | 08-12-2020 | | 277 020(+0,29%) | 6 963(+4) |
| 09-12-2020 | 09-12-2020 | | 278 066(+0,38%) | 6 972(+9) |
| 10-12-2020 | 10-12-2020 | | 278 858(+0,28%) | 6 980(+8) |
| 11-12-2020 | 11-12-2020 | | 279 600(+0,27%) | 6 989(+9) |
| 12-12-2020 | 12-12-2020 | | 280 272(+0,24%) | 6 998(+9) |
| 13-12-2020 | 13-12-2020 | | 280 714(+0,16%) | 7 003(+5) |
| 14-12-2020 | 14-12-2020 | | 281 667(+0,34%) | 7 013(+10) |
| 15-12-2020 | 15-12-2020 | | 282 719(+0,37%) | 7 018(+5) |
| 16-12-2020 | 16-12-2020 | | 283 839(+0,4%) | 7 035(+17) |
| 17-12-2020 | 17-12-2020 | | 284 774(+0,33%) | 7 042(+7) |
| 18-12-2020 | 18-12-2020 | | 285 632(+0,3%) | 7 051(+9) |
| 19-12-2020 | 19-12-2020 | | 286 130(+0,17%) | 7 057(+6) |
| 20-12-2020 | 20-12-2020 | | 286 616(+0,17%) | 7 063(+6) |
| 21-12-2020 | 21-12-2020 | | 287 535(+0,32%) | 7 069(+6) |
| 22-12-2020 | 22-12-2020 | | 288 465(+0,32%) | 7 078(+9) |
| 23-12-2020 | 23-12-2020 | | 289 348(+0,31%) | 7 095(+17) |
| 24-12-2020 | 24-12-2020 | | 289 777(+0,15%) | 7 108(+13) |
| 25-12-2020 | 25-12-2020 | | 289 795(+0,01%) | 7 124(+16) |
| 26-12-2020 | 26-12-2020 | | 290 326(+0,18%) | 7 130(+6) |
| 27-12-2020 | 27-12-2020 | | 290 821(+0,17%) | 7 142(+12) |
| 28-12-2020 | 28-12-2020 | | 291 907(+0,37%) | 7 149(+7) |
| 29-12-2020 | 29-12-2020 | | 292 712(+0,28%) | 7 169(+20) |
| 30-12-2020 | 30-12-2020 | | 293 540(+0,28%) | 7 188(+19) |
| 31-12-2020 | 31-12-2020 | | 293 802(+0,09%) | 7 199(+11) |
| 01-01-2021 | 01-01-2021 | | 293 807(=) | 7 209(+10) |
| 02-01-2021 | 02-01-2021 | | 294 010(+0,07%) | 7 217(+8) |
| 03-01-2021 | 03-01-2021 | | 294 224(+0,07%) | 7 223(+6) |
| 04-01-2021 | 04-01-2021 | | 295 439(+0,41%) | 7 235(+12) |
| 05-01-2021 | 05-01-2021 | | 296 752(+0,44%) | 7 247(+12) |
| 06-01-2021 | 06-01-2021 | | 297 974(+0,41%) | 7 263(+16) |
| 07-01-2021 | 07-01-2021 | | 299 045(+0,36%) | 7 280(+17) |
| 08-01-2021 | 08-01-2021 | | 300 454(+0,47%) | 7 292(+12) |
| 09-01-2021 | 09-01-2021 | | 301 501(+0,35%) | 7 304(+12) |
| 10-01-2021 | 10-01-2021 | | 302 125(+0,21%) | 7 315(+11) |
| 11-01-2021 | 11-01-2021 | | 303 512(+0,46%) | 7 339(+24) |
| 12-01-2021 | 12-01-2021 | | 305 012(+0,49%) | 7 349(+10) |
| 13-01-2021 | 13-01-2021 | | 306 029(+0,33%) | 7 366(+17) |
| 14-01-2021 | 14-01-2021 | | 307 520(+0,49%) | 7 376(+10) |
| 15-01-2021 | 15-01-2021 | | 308 936(+0,46%) | 7 388(+12) |
| 16-01-2021 | 16-01-2021 | | 309 526(+0,19%) | 7 397(+9) |
| 17-01-2021 | 17-01-2021 | | 309 816(+0,09%) | 7 412(+15) |
| 18-01-2021 | 18-01-2021 | | 311 063(+0,4%) | 7 427(+15) |
| 19-01-2021 | 19-01-2021 | | 312 632(+0,5%) | 7 434(+7) |
| 20-01-2021 | 20-01-2021 | | 314 119(+0,48%) | 7 458(+24) |
| 21-01-2021 | 21-01-2021 | | 316 176(+0,65%) | 7 470(+12) |
| 22-01-2021 | 22-01-2021 | | 317 876(+0,54%) | 7 487(+17) |
| 23-01-2021 | 23-01-2021 | | 318 777(+0,28%) | 7 499(+12) |
| 24-01-2021 | 24-01-2021 | | 319 545(+0,24%) | 7 530(+31) |
| 25-01-2021 | 25-01-2021 | | 320 894(+0,42%) | 7 544(+14) |
| 26-01-2021 | 26-01-2021 | | 323 290(+0,75%) | 7 552(+8) |
| 27-01-2021 | 27-01-2021 | | 325 562(+0,7%) | 7 564(+12) |
| 28-01-2021 | 28-01-2021 | | 327 281(+0,53%) | 7 578(+14) |
| 29-01-2021 | 29-01-2021 | | 328 800(+0,46%) | 7 618(+40) |
| 30-01-2021 | 30-01-2021 | | 329 306(+0,15%) | 7 636(+18) |
| 31-01-2021 | 31-01-2021 | | 329 486(+0,05%) | 7 655(+19) |
| 01-02-2021 | 01-02-2021 | | 331 163(+0,51%) | 7 669(+14) |
| 02-02-2021 | 02-02-2021 | | 333 052(+0,57%) | 7 685(+16) |
| 03-02-2021 | 03-02-2021 | | 334 704(+0,5%) | 7 695(+10) |
| 04-02-2021 | 04-02-2021 | | 336 453(+0,52%) | 7 717(+22) |
| 05-02-2021 | 05-02-2021 | | 338 047(+0,47%) | 7 762(+45) |
| 06-02-2021 | 06-02-2021 | | 338 670(+0,18%) | 7 807(+45) |
| 07-02-2021 | 07-02-2021 | | 339 273(+0,18%) | 7 824(+17) |
| 08-02-2021 | 08-02-2021 | | 341 050(+0,52%) | 7 854(+30) |
| 09-02-2021 | 09-02-2021 | | 342 482(+0,42%) | 7 864(+10) |
| 10-02-2021 | 10-02-2021 | | 344 363(+0,55%) | 7 874(+10) |
| 11-02-2021 | 11-02-2021 | | 346 146(+0,52%) | 7 924(+50) |
| 12-02-2021 | 12-02-2021 | | 347 500(+0,39%) | 7 984(+60) |
| 13-02-2021 | 13-02-2021 | | 347 963(+0,13%) | 7 999(+15) |
| 14-02-2021 | 14-02-2021 | | 348 448(+0,14%) | 8 019(+20) |
| 15-02-2021 | 15-02-2021 | | 349 671(+0,35%) | 8 064(+45) |
| 16-02-2021 | 16-02-2021 | | 350 338(+0,19%) | 8 074(+10) |
| 17-02-2021 | 17-02-2021 | | 351 472(+0,32%) | 8 087(+13) |
| 18-02-2021 | 18-02-2021 | | 353 036(+0,44%) | 8 163(+76) |
| 19-02-2021 | 19-02-2021 | | 354 587(+0,44%) | 8 266(+103) |
| 20-02-2021 | 20-02-2021 | | 355 128(+0,15%) | 8 278(+12) |
| 21-02-2021 | 21-02-2021 | | 355 745(+0,17%) | 8 322(+44) |
| 22-02-2021 | 22-02-2021 | | 357 595(+0,52%) | 8 353(+31) |
| 23-02-2021 | 23-02-2021 | | 359 289(+0,47%) | 8 383(+30) |
| 24-02-2021 | 24-02-2021 | | 360 629(+0,37%) | 8 435(+52) |
| 25-02-2021 | 25-02-2021 | | 362 488(+0,52%) | 8 519(+84) |
| 26-02-2021 | 26-02-2021 | | 363 916(+0,39%) | 8 577(+58) |
| 27-02-2021 | 27-02-2021 | | 364 643(+0,2%) | 8 591(+14) |
| 28-02-2021 | 28-02-2021 | | 365 411(+0,21%) | 8 643(+52) |
| 01-03-2021 | 01-03-2021 | | 366 613(+0,33%) | 8 675(+32) |
| 02-03-2021 | 02-03-2021 | | 368 310(+0,46%) | 8 709(+34) |
| 03-03-2021 | 03-03-2021 | | 369 880(+0,43%) | 8 757(+48) |
| 04-03-2021 | 04-03-2021 | | 371 227(+0,36%) | 8 819(+62) |
| 05-03-2021 | 05-03-2021 | | 372 488(+0,34%) | 8 875(+56) |
| 06-03-2021 | 06-03-2021 | | 373 041(+0,15%) | 8 930(+55) |
| 07-03-2021 | 07-03-2021 | | 373 643(+0,16%) | 8 968(+38) |
| 08-03-2021 | 08-03-2021 | | 374 931(+0,34%) | 9 008(+40) |
| 09-03-2021 | 09-03-2021 | | 377 051(+0,57%) | 9 084(+76) |
| 10-03-2021 | 10-03-2021 | | 379 196(+0,57%) | 9 171(+87) |
| 11-03-2021 | 11-03-2021 | | 380 924(+0,46%) | 9 244(+73) |
| 12-03-2021 | 12-03-2021 | | 382 212(+0,34%) | 9 290(+46) |
| 13-03-2021 | 13-03-2021 | | 382 872(+0,17%) | 9 329(+39) |
| 14-03-2021 | 14-03-2021 | | 383 704(+0,22%) | 9 374(+45) |
| 15-03-2021 | 15-03-2021 | | 385 536(+0,48%) | 9 427(+53) |
| 16-03-2021 | 16-03-2021 | | 387 960(+0,63%) | 9 499(+72) |
| 17-03-2021 | 17-03-2021 | | 390 874(+0,75%) | 9 634(+135) |
| 18-03-2021 | 18-03-2021 | | 393 675(+0,72%) | 9 682(+48) |
| 19-03-2021 | 19-03-2021 | | 396 302(+0,67%) | 9 742(+60) |
| 20-03-2021 | 20-03-2021 | | 397 224(+0,23%) | 9 796(+54) |
| 21-03-2021 | 21-03-2021 | | 397 829(+0,15%) | 9 837(+41) |
| 22-03-2021 | 22-03-2021 | | 400 523(+0,68%) | 9 899(+62) |
| 23-03-2021 | 23-03-2021 | | 403 353(+0,71%) | 9 971(+72) |
| 24-03-2021 | 24-03-2021 | | 406 050(+0,67%) | 10 011(+40) |
| 25-03-2021 | 25-03-2021 | | 408 908(+0,7%) | 10 111(+100) |
| 26-03-2021 | 26-03-2021 | | 411 363(+0,6%) | 10 192(+81) |
| 27-03-2021 | 27-03-2021 | | 412 122(+0,18%) | 10 252(+60) |
| 28-03-2021 | 28-03-2021 | | 412 742(+0,15%) | 10 313(+61) |
| 29-03-2021 | 29-03-2021 | | 414 986(+0,54%) | 10 375(+62) |
| 30-03-2021 | 30-03-2021 | | 417 523(+0,61%) | 10 426(+51) |
| 31-03-2021 | 31-03-2021 | | 420 372(+0,68%) | 10 503(+77) |
| 01-04-2021 | 01-04-2021 | | 421 966(+0,38%) | 10 619(+116) |
| 02-04-2021 | 02-04-2021 | | 422 442(+0,11%) | 10 693(+74) |
| 03-04-2021 | 03-04-2021 | | 422 995(+0,13%) | 10 727(+34) |
| 04-04-2021 | 04-04-2021 | | 423 691(+0,16%) | 10 778(+51) |
| 05-04-2021 | 05-04-2021 | | 426 204(+0,59%) | 10 825(+47) |
| 06-04-2021 | 06-04-2021 | | 428 880(+0,63%) | 10 880(+55) |
| 07-04-2021 | 07-04-2021 | | 431 636(+0,64%) | 10 975(+95) |
| 08-04-2021 | 08-04-2021 | | 434 386(+0,64%) | 11 062(+87) |
| 09-04-2021 | 09-04-2021 | | 437 092(+0,62%) | 11 143(+81) |
| 10-04-2021 | 10-04-2021 | | 437 805(+0,16%) | 11 200(+57) |
| 11-04-2021 | 11-04-2021 | | 438 251(+0,1%) | 11 251(+51) |
| 12-04-2021 | 12-04-2021 | | 440 950(+0,62%) | 11 328(+77) |
| 13-04-2021 | 13-04-2021 | | 443 191(+0,51%) | 11 443(+115) |
| 14-04-2021 | 14-04-2021 | | 445 864(+0,6%) | 11 555(+112) |
| 15-04-2021 | 15-04-2021 | | 448 256(+0,54%) | 11 635(+80) |
| 16-04-2021 | 16-04-2021 | | 450 277(+0,45%) | 11 751(+116) |
| 17-04-2021 | 17-04-2021 | | 450 872(+0,13%) | 11 866(+115) |
| 18-04-2021 | 18-04-2021 | | 451 192(+0,07%) | 11 900(+34) |
| 19-04-2021 | 19-04-2021 | | 453 979(+0,62%) | 12 019(+119) |
| 20-04-2021 | 20-04-2021 | | 456 628(+0,58%) | 12 165(+146) |
| 21-04-2021 | 21-04-2021 | | 457 961(+0,29%) | 12 263(+98) |
| 22-04-2021 | 22-04-2021 | | 460 306(+0,51%) | 12 354(+91) |
| 23-04-2021 | 23-04-2021 | | 462 294(+0,43%) | 12 442(+88) |
| 24-04-2021 | 24-04-2021 | | 462 843(+0,12%) | 12 504(+62) |
| 25-04-2021 | 25-04-2021 | | 462 976(+0,03%) | 12 572(+68) |
| 26-04-2021 | 26-04-2021 | | 464 068(+0,24%) | 12 664(+92) |
| 27-04-2021 | 27-04-2021 | | 466 894(+0,61%) | 12 794(+130) |
| 28-04-2021 | 28-04-2021 | | 469 524(+0,56%) | 12 884(+90) |
| 29-04-2021 | 29-04-2021 | | 471 559(+0,43%) | 12 981(+97) |
| 30-04-2021 | 30-04-2021 | | 472 986(+0,3%) | 13 083(+102) |
| 01-05-2021 | 01-05-2021 | | 473 539(+0,12%) | 13 125(+42) |
| 02-05-2021 | 02-05-2021 | | 474 018(+0,1%) | 13 163(+38) |
| 03-05-2021 | 03-05-2021 | | 475 744(+0,36%) | 13 204(+41) |
| 04-05-2021 | 04-05-2021 | | 477 743(+0,42%) | 13 326(+122) |
| 05-05-2021 | 05-05-2021 | | 480 129(+0,5%) | 13 391(+65) |
| 06-05-2021 | 06-05-2021 | | 481 963(+0,38%) | 13 453(+62) |
| 07-05-2021 | 07-05-2021 | | 483 623(+0,34%) | 13 511(+58) |
| 08-05-2021 | 08-05-2021 | | 484 675(+0,22%) | 13 540(+29) |
| 09-05-2021 | 09-05-2021 | | 484 963(+0,06%) | 13 559(+19) |
| 10-05-2021 | 10-05-2021 | | 486 610(+0,34%) | 13 611(+52) |
| 11-05-2021 | 11-05-2021 | | 488 968(+0,48%) | 13 675(+64) |
| 12-05-2021 | 12-05-2021 | | 491 746(+0,57%) | 13 779(+104) |
| 13-05-2021 | 13-05-2021 | | 494 328(+0,53%) | 13 828(+49) |
| 14-05-2021 | 14-05-2021 | | 496 924(+0,53%) | 13 886(+58) |
| 15-05-2021 | 15-05-2021 | | 498 508(+0,32%) | 13 947(+61) |
| 16-05-2021 | 16-05-2021 | | 499 176(+0,13%) | 13 961(+14) |
| 17-05-2021 | 17-05-2021 | | 501 407(+0,45%) | 14 016(+55) |
| 18-05-2021 | 18-05-2021 | | 503 349(+0,39%) | 14 080(+64) |
| 19-05-2021 | 19-05-2021 | | 505 239(+0,38%) | 14 115(+35) |
| 20-05-2021 | 20-05-2021 | | 506 810(+0,31%) | 14 178(+63) |
| 21-05-2021 | 21-05-2021 | | 508 274(+0,29%) | 14 212(+34) |
| 22-05-2021 | 22-05-2021 | | 508 448(+0,03%) | 14 233(+21) |
| 23-05-2021 | 23-05-2021 | | 508 726(+0,05%) | 14 264(+31) |
| 24-05-2021 | 24-05-2021 | | 509 926(+0,24%) | 14 304(+40) |
| 25-05-2021 | 25-05-2021 | | 511 821(+0,37%) | 14 367(+63) |
| 26-05-2021 | 26-05-2021 | | 513 477(+0,32%) | 14 419(+52) |
| 27-05-2021 | 27-05-2021 | | 514 862(+0,27%) | 14 447(+28) |
| 28-05-2021 | 28-05-2021 | | 516 277(+0,27%) | 14 478(+31) |
| 29-05-2021 | 29-05-2021 | | 516 561(+0,06%) | 14 497(+19) |
| 30-05-2021 | 30-05-2021 | | 516 614(+0,01%) | 14 504(+7) |
| 31-05-2021 | 31-05-2021 | | 518 002(+0,27%) | 14 523(+19) |
| 01-06-2021 | 01-06-2021 | | 519 934(+0,37%) | 14 577(+54) |
| 02-06-2021 | 02-06-2021 | | 521 726(+0,34%) | 14 627(+50) |
| 03-06-2021 | 03-06-2021 | | 522 054(+0,06%) | 14 646(+19) |
| 04-06-2021 | 04-06-2021 | | 523 063(+0,19%) | 14 679(+33) |
| 05-06-2021 | 05-06-2021 | | 523 439(+0,07%) | 14 705(+26) |
| 06-06-2021 | 06-06-2021 | | 523 602(+0,03%) | 14 724(+19) |
| 07-06-2021 | 07-06-2021 | | 525 675(+0,4%) | 14 764(+40) |
| 08-06-2021 | 08-06-2021 | | 528 206(+0,48%) | 14 814(+50) |
| 09-06-2021 | 09-06-2021 | | 530 248(+0,39%) | 14 864(+50) |
| 10-06-2021 | 10-06-2021 | | 531 958(+0,32%) | 14 920(+56) |
| 11-06-2021 | 11-06-2021 | | 533 496(+0,29%) | 14 946(+26) |
| 12-06-2021 | 12-06-2021 | | 533 944(+0,08%) | 14 959(+13) |
| 13-06-2021 | 13-06-2021 | | 534 072(+0,02%) | 14 972(+13) |
| 14-06-2021 | 14-06-2021 | | 535 640(+0,29%) | 15 005(+33) |
| 15-06-2021 | 15-06-2021 | | 537 169(+0,29%) | 15 052(+47) |
| 16-06-2021 | 16-06-2021 | | 539 069(+0,35%) | 15 092(+40) |
| 17-06-2021 | 17-06-2021 | | 540 548(+0,27%) | 15 148(+56) |
| 18-06-2021 | 18-06-2021 | | 541 833(+0,24%) | 15 183(+35) |
| 19-06-2021 | 19-06-2021 | | 542 008(+0,03%) | 15 189(+6) |
| 20-06-2021 | 20-06-2021 | | 542 075(+0,01%) | 15 208(+19) |
| 21-06-2021 | 21-06-2021 | | 543 964(+0,35%) | 15 245(+37) |
| 22-06-2021 | 22-06-2021 | | 545 860(+0,35%) | 15 297(+52) |
| 23-06-2021 | 23-06-2021 | | 547 228(+0,25%) | 15 323(+26) |
| 24-06-2021 | 24-06-2021 | | 548 490(+0,23%) | 15 360(+37) |
| 25-06-2021 | 25-06-2021 | | 549 351(+0,16%) | 15 389(+29) |
| 26-06-2021 | 26-06-2021 | | 549 528(+0,03%) | 15 406(+17) |
| 27-06-2021 | 27-06-2021 | | 549 610(+0,01%) | 15 420(+14) |
| 28-06-2021 | 28-06-2021 | | 551 140(+0,28%) | 15 444(+24) |
| 29-06-2021 | 29-06-2021 | | 552 937(+0,33%) | 15 469(+25) |
| 30-06-2021 | 30-06-2021 | | 554 681(+0,32%) | 15 491(+22) |
| 01-07-2021 | 01-07-2021 | | 555 831(+0,21%) | 15 541(+50) |
| 02-07-2021 | 02-07-2021 | | 556 637(+0,15%) | 15 576(+35) |
| 03-07-2021 | 03-07-2021 | | 556 667(+0,01%) | 15 579(+3) |
| 04-07-2021 | 04-07-2021 | | 556 694(=) | 15 587(+8) |
| 05-07-2021 | 05-07-2021 | | 557 708(+0,18%) | 15 624(+37) |
| 06-07-2021 | 06-07-2021 | | 558 861(+0,21%) | 15 646(+22) |
| 07-07-2021 | 07-07-2021 | | 560 086(+0,22%) | 15 673(+27) |
| 08-07-2021 | 08-07-2021 | | 561 062(+0,17%) | 15 692(+19) |
| 09-07-2021 | 09-07-2021 | | 561 798(+0,13%) | 15 701(+9) |
| 10-07-2021 | 10-07-2021 | | 561 944(+0,03%) | 15 708(+7) |
| 11-07-2021 | 11-07-2021 | | 561 964(=) | 15 709(+1) |
| 12-07-2021 | 12-07-2021 | | 562 351(+0,07%) | 15 719(+10) |
| 13-07-2021 | 13-07-2021 | | 563 426(+0,19%) | 15 754(+35) |
| Fontes: - Secretaria de Estado de Saúde | | | | |

Por município
Essa é a lista de municípios com mais casos confirmados:
| Posição | Município             | N.° casos | N.° mortes |
| ------- | --------------------- | --------- | ---------- |
| 1       | Belém                 | 5.292     | 608        |
| 2       | Ananindeua            | 1.138     | 101        |
| 3       | Cametá                | 357       | 20         |
| 4       | Breves                | 320       | 40         |
| 5       | Abaetetuba            | 290       | 9          |
| 6       | Castanhal             | 277       | 45         |
| 7       | Santarém (Pará)       | 228       | 18         |
| 8       | Bragança (Pará)       | 192       | 15         |
| 9       | Marabá                | 192       | 25         |
| 10      | Parauapebas           | 180       | 23         |
| 11      | Altamira              | 141       | 2          |
| 12      | Marituba              | 135       | 16         |
| 13      | Paragominas           | 129       | 3          |
| 14      | Barcarena (Pará)      | 121       | 8          |
| 15      | Moju                  | 121       | 10         |
| 16      | Santa Izabel do Pará  | 117       | 7          |
| 17      | Capanema (Pará)       | 116       | 7          |
| 18      | Santo Antônio do Tauá | 116       | 11         |

Até 15 de maio de 2020.